# Leichtathletik-Europameisterschaften 2018
| Medaillenspiegel (Stand nach 48 von 48 Entscheidungen) | Medaillenspiegel (Stand nach 48 von 48 Entscheidungen) | Medaillenspiegel (Stand nach 48 von 48 Entscheidungen) | Medaillenspiegel (Stand nach 48 von 48 Entscheidungen) | Medaillenspiegel (Stand nach 48 von 48 Entscheidungen) | Medaillenspiegel (Stand nach 48 von 48 Entscheidungen) |
| Platz                                                  | Land                                                   | Gold                                                   | Silber                                                 | Bronze                                                 | Gesamt                                                 |
| ------------------------------------------------------ | ------------------------------------------------------ | ------------------------------------------------------ | ------------------------------------------------------ | ------------------------------------------------------ | ------------------------------------------------------ |
| 1                                                      | Großbritannien                                         | 7                                                      | 5                                                      | 6                                                      | 18                                                     |
| 2                                                      | Polen                                                  | 7                                                      | 4                                                      | 1                                                      | 12                                                     |
| 3                                                      | Deutschland                                            | 6                                                      | 7                                                      | 7                                                      | 20                                                     |
| 4                                                      | Frankreich                                             | 3                                                      | 4                                                      | 3                                                      | 10                                                     |
| 5                                                      | Belgien                                                | 3                                                      | 2                                                      | 1                                                      | 6                                                      |
| 5                                                      | Griechenland                                           | 3                                                      | 2                                                      | 1                                                      | 6                                                      |
| 7                                                      | Belarus                                                | 3                                                      | 1                                                      | 3                                                      | 7                                                      |
| 8                                                      | Norwegen                                               | 3                                                      | 1                                                      | 1                                                      | 5                                                      |
| 9                                                      | Spanien                                                | 2                                                      | 3                                                      | 5                                                      | 10                                                     |
| 10                                                     | Ukraine                                                | 2                                                      | 3                                                      | 2                                                      | 7                                                      |
| Vollständiger Medaillenspiegel                         |                                                        |                                                        |                                                        |                                                        |                                                        |

Die 24. Leichtathletik-Europameisterschaften fanden vom 6. bis 12. August 2018 im Olympiastadion Berlin statt. Der Europäische Leichtathletikverband (EAA) gab auf seinem 138. Kongress am 2. November 2013 in Zürich Berlin als Austragungsstätte bekannt. Deutschland richtete diese Sportveranstaltung nach Stuttgart 1986 und München 2002 zum dritten Mal aus. Insgesamt wurden an sieben Wettkampftagen 48 Leichtathletikdisziplinen ausgetragen.
Diese Leichtathletik-Europameisterschaften waren Teil der Premiere der European Championships, die zeitgleich mit sechs weiteren Europameisterschaften (Schwimmen, Turnen, Rudern, Golf, Rad, Triathlon) vom 1. bis 12. August in der schottischen Stadt Glasgow ausgetragen wurden.

## Bewerber
Ursprünglich hatten sich elf europäische Städte um die Ausrichtung des Wettbewerbs beworben, außer Berlin zogen aber alle ihre Bewerbungen zurück, zuletzt Budapest, so dass Berlin als einziger Bewerber ohne Konkurrenz als Austragungsort festgelegt wurde.

## Wettbewerbe
Im Wettkampfprogramm gab es eine einzige Änderung: Für die Frauen wurde mit dem 50-km-Gehen eine zweite Gehstrecke mit in das Angebot genommen. So stand zum ersten Mal für Frauen und Männer dieselbe Anzahl von Disziplinen auf dem Programm. Die Wettbewerbe unterschieden sich nur unwesentlich: Die Hürden für die Frauen waren etwas niedriger als bei den Männern, die kurze Hürdenstrecke führte bei den Frauen über 100, bei den Männern über 110 Meter. Ansonsten unterschieden sich nur noch die Gewichte der Stoß- und Wurfgeräte sowie die Anzahl und einzelnen Disziplinen im Mehrkampf: die Männer hatten einen Zehn-, die Frauen einen Siebenkampf im Programm. Von 2022 an wurde die Distanz der langen Gehstrecke für Männer und Frauen auf 35 Kilometer verkürzt.

## Qualifikationsnormen
Die Qualifikation für die Leichtathletik-Europameisterschaften 2018 waren in der Zeit vom 1. Januar 2017 und 30. Juli 2018 zu erbringen. Staffeln mussten bis zum 22. Juli 2018 gemeldet werden.
| Sportart                          | Männer                  | Frauen                                       |
| --------------------------------- | ----------------------- | -------------------------------------------- |
| 100 Meter                         | 10,35 s00               | 11,50 s00                                    |
| 200 Meter                         | 20,90 s00               | 23,50 s00                                    |
| 400 Meter                         | 46,70 s00               | 53,40 s00                                    |
| 800 Meter                         | 1:47,60 min             | 2:02,50 min                                  |
| 1500 Meter                        | 3:40,00 min             | 4:12,00 min                                  |
| 5000 Meter                        | 13:42,00 min            | 15:40,00 min                                 |
| 10.000 Meter                      | 28:55,00 min            | 33:20,00 min                                 |
| Marathon                          | ohne Qualifikationsnorm | ohne Qualifikationsnorm                      |
| 110 Meter Hürden/100 Meter Hürden | 13,85 s00               | 13,25 s00                                    |
| 400 Meter Hürden                  | 50,70 s00               | 57,70 s00                                    |
| 3000 Meter Hindernis              | 8:40,00 min             | 9:55,00 min                                  |
| 20-km-Gehen                       | 1:25:00 h0000           | 1:37:00 h0000                                |
| 50-km-Gehen                       | 4:08:00 h0000           | 4:50:00 h0000 oder über 20 km: 1:39:00 h0000 |
| Hochsprung                        | 2,26 m                  | 1,90 m                                       |
| Stabhochsprung                    | 5,55 m                  | 4,45 m                                       |
| Weitsprung                        | 7,95 m                  | 6,60 m                                       |
| Dreisprung                        | 16,60 m                 | 13,90 m                                      |
| Kugelstoßen                       | 19,90 m                 | 16,50 m                                      |
| Diskuswurf                        | 63,50 m                 | 56,00 m                                      |
| Hammerwurf                        | 74,00 m                 | 69,00 m                                      |
| Speerwurf                         | 80,00 m                 | 59,40 m                                      |
| Zehnkampf/Siebenkampf             | 7850 Punkte             | 5900 Punkte                                  |

## Teilnehmer
Insgesamt waren 1572 Athleten (744 Frauen und 828 Männer) aus 49 Nationen und zwei Teams gemeldet. Aufgrund der Enthüllungen zu langjährigem russischem Staatsdoping im Zuge des McLaren-Reports im Jahr 2016 durften russische Athleten nicht unter russischer Flagge auflaufen. Von dem Bann ausgenommen blieben Athleten, die sich vorschriftsmäßig Dopingkontrollen unterzogen hatten. Ihnen wurde die Möglichkeit eingeräumt, eine persönliche Startgenehmigung zu beantragen.
Der Deutsche Leichtathletik-Verband (DLV) nominierte mit 128 Athleten (62 Frauen und 66 Männer) seine bis dato größte Mannschaft bei kontinentalen Titelkämpfen, darunter fünf Titelverteidiger.
Der Österreichische Leichtathletik-Verband (ÖLV) nominierte sechzehn Athleten (7 Frauen und neun Männer).
Der Leichtathletikverband der Schweiz nominierte 52 Athleten (26 Frauen und 26 Männer).
Der niederländische Leichtathletikverband Koninklijke Nederlandse Atletiek Unie (KNAU) meldete 46 Athleten, unter ihnen mit den beiden Sprintern Dafne Schippers und Churandy Martina und Siebenkämpferin Anouk Vetter auch drei Titelverteidiger.

## Regelungen für die Jahresbesten bis zu Streckenlängen von 400Metern
Wie schon bei den Europameisterschaften 2016 in Amsterdam wurde auch in Berlin die Regelung angewendet, dass die zwölf Jahresschnellsten in den Sprints und Hürdensprints bis einschließlich 400 Meter direkt ins Halbfinale einzogen, wo jeweils drei Läufe ausgetragen wurden. Alle anderen Athleten traten in den Vorläufen an, um sich für die Vorschlussrunde zu qualifizieren.

## Wettkampfplan
| M | morgens | A | abends | Q | Qualifikation | V | Vorlauf | ½ | Halbfinale | F | Finale |

| Datum →          | Mo 6. | Di 7. | Di 7. | Di 7. | Mi 8. | Mi 8. | Do 9. | Do 9. | Fr 10. | Fr 10. | Fr 10. | Sa 11. | Sa 11. | So 12. | So 12. | So 12. |
| ---------------- | ----- | ----- | ----- | ----- | ----- | ----- | ----- | ----- | ------ | ------ | ------ | ------ | ------ | ------ | ------ | ------ |
| Wettkampf ↓      | A     | M     | A     | A     | M     | A     | M     | A     | M      | A      | A      | M      | A      | M      | A      | A      |
| 100 m            | V     |       | ½     | F     |       |       |       |       |        |        |        |        |        |        |        |        |
| 200 m            |       |       |       |       | V     | ½     |       | F     |        |        |        |        |        |        |        |        |
| 400 m            |       | V     |       |       |       | ½     |       |       |        | F      | F      |        |        |        |        |        |
| 800 m            |       |       |       |       |       |       | V     |       |        | ½      | ½      |        | F      |        |        |        |
| 1500 m           |       |       |       |       | V     |       |       |       |        | F      | F      |        |        |        |        |        |
| 5000 m           |       |       |       |       |       |       |       |       |        |        |        |        | F      |        |        |        |
| 10.000 m         |       |       | F     | F     |       |       |       |       |        |        |        |        |        |        |        |        |
| Marathon         |       |       |       |       |       |       |       |       |        |        |        |        |        | F      |        |        |
| 110 m Hürden     |       |       |       |       |       |       | V     |       |        | ½      | F      |        |        |        |        |        |
| 400 m Hürden     | V     |       | ½     | ½     |       |       |       | F     |        |        |        |        |        |        |        |        |
| 3000 m Hindernis |       | V     |       |       |       |       |       | F     |        |        |        |        |        |        |        |        |
| 4 × 100 m        |       |       |       |       |       |       |       |       |        |        |        |        |        |        | V      | F      |
| 4 × 400 m        |       |       |       |       |       |       |       |       | V      |        |        |        | F      |        |        |        |
| 20 km Gehen      |       |       |       |       |       |       |       |       |        |        |        | F      |        |        |        |        |
| 50 km Gehen      |       | F     |       |       |       |       |       |       |        |        |        |        |        |        |        |        |
| Weitsprung       | Q     |       |       |       |       | F     |       |       |        |        |        |        |        |        |        |        |
| Dreisprung       |       |       |       |       |       |       |       |       | Q      |        |        |        |        |        | F      | F      |
| Hochsprung       |       |       |       |       |       |       |       | Q     |        |        |        |        | F      |        |        |        |
| Stabhochsprung   |       |       |       |       |       |       |       |       | Q      |        |        |        |        |        | F      | F      |
| Kugelstoßen      | Q     |       | F     | F     |       |       |       |       |        |        |        |        |        |        |        |        |
| Diskuswurf       |       | Q     |       |       |       | F     |       |       |        |        |        |        |        |        |        |        |
| Hammerwurf       | Q     |       | F     | F     |       |       |       |       |        |        |        |        |        |        |        |        |
| Speerwurf        |       |       |       |       | Q     |       |       | F     |        |        |        |        |        |        |        |        |
| Zehnkampf        |       | F     | F     | F     | F     | F     |       |       |        |        |        |        |        |        |        |        |

| Datum →          | Mo 6. | Di 7. | Di 7. | Di 7. | Mi 8. | Mi 8. | Do 9. | Do 9. | Do 9. | Fr 10. | Fr 10. | Sa 11. | Sa 11. | So 12. | So 12. | So 12. |
| ---------------- | ----- | ----- | ----- | ----- | ----- | ----- | ----- | ----- | ----- | ------ | ------ | ------ | ------ | ------ | ------ | ------ |
| Wettkampf ↓      | A     | M     | A     | A     | M     | A     | M     | A     | A     | M      | A      | M      | A      | M      | A      | A      |
| 100 m            | V     |       | ½     | F     |       |       |       |       |       |        |        |        |        |        |        |        |
| 200 m            |       |       |       |       |       |       |       |       |       | V      | ½      |        | F      |        |        |        |
| 400 m            |       |       |       |       | V     |       |       | ½     | ½     |        |        |        | F      |        |        |        |
| 800 m            |       | V     |       |       |       | ½     |       |       |       |        | F      |        |        |        |        |        |
| 1500 m           |       |       |       |       |       |       |       |       |       | V      |        |        |        |        | F      | F      |
| 5000 m           |       |       |       |       |       |       |       |       |       |        |        |        |        |        | F      | F      |
| 10.000 m         |       |       |       |       |       | F     |       |       |       |        |        |        |        |        |        |        |
| Marathon         |       |       |       |       |       |       |       |       |       |        |        |        |        | F      |        |        |
| 100 m Hürden     |       |       |       |       | V     |       |       | ½     | F     |        |        |        |        |        |        |        |
| 400 m Hürden     |       | V     |       |       |       | ½     |       |       |       |        | F      |        |        |        |        |        |
| 3000 m Hindernis |       |       |       |       |       |       |       |       |       | V      |        |        |        |        | F      | F      |
| 4 × 100 m        |       |       |       |       |       |       |       |       |       |        |        |        |        |        | V      | F      |
| 4 × 400 m        |       |       |       |       |       |       |       |       |       | V      |        |        | F      |        |        |        |
| 20 km Gehen      |       |       |       |       |       |       |       |       |       |        |        | F      |        |        |        |        |
| 50 km Gehen      |       | F     |       |       |       |       |       |       |       |        |        |        |        |        |        |        |
| Weitsprung       |       |       |       |       |       |       | Q     |       |       |        |        |        | F      |        |        |        |
| Dreisprung       |       |       |       |       | Q     |       |       |       |       |        | F      |        |        |        |        |        |
| Hochsprung       |       |       |       |       |       | Q     |       |       |       |        | F      |        |        |        |        |        |
| Stabhochsprung   |       |       | Q     | Q     |       |       |       | F     | F     |        |        |        |        |        |        |        |
| Kugelstoßen      |       | Q     |       |       |       | F     |       |       |       |        |        |        |        |        |        |        |
| Diskuswurf       |       |       |       |       |       |       | Q     |       |       |        |        |        | F      |        |        |        |
| Hammerwurf       |       |       |       |       |       |       |       |       |       | Q      |        |        |        |        | F      | F      |
| Speerwurf        |       |       |       |       |       |       |       | Q     | Q     |        | F      |        |        |        |        |        |
| Siebenkampf      |       |       |       |       |       |       | F     | F     | F     | F      | F      |        |        |        |        |        |

## Doping
Offiziell trat bei dieser Veranstaltung ein Dopingfall auf.

Die über 10.000 Meter zunächst drittplatzierte Schwedin Meraf Bahta wurde im Jahr 2019 wegen Verstößen gegen die Antidopingbestimmungen für ein Jahr gesperrt. Ihre Medaille wurde ihr später aberkannt.

## Sportliche Leistungen
Die Resultate der Europameisterschaften lagen wieder auf einem insgesamt hohen Niveau. Dabei gab es je nach Disziplin unterschiedlich einzuordnende Leistungen. Nicht so hoch lag das Level zum Beispiel bei den Mittelstrecken der Männer, im Weit- und Dreisprung der Männer, im Zehnkampf, über 400 Meter der Frauen, im Weitsprung der Frauen. Ein hohes Niveau fand sich dagegen unter anderem im Stabhochsprung der Männer, in den Sprints der Frauen, im 20-km-Gehen der Frauen und im Hammerwurf der Frauen.
Folgende Rekorde wurden aufgestellt.
- zwölf neue sowie zwei egalisierte Europameisterschaftsrekorde in elf Disziplinen
  - 9,97 s – Jimmy Vicaut (Frankreich), 100 Meter, Halbfinale (Rückenwind: 0,4 m/s)
  - 9,95 s – Zharnel Hughes (Großbritannien), 100 Meter, Finale (Windstille)
  - 19,76 s – Ramil Guliyev (Türkei), 200 Meter, Finale
  - 2:09:51 h – Koen Naert (Belgien), Marathon
  - 6,05 m – Armand Duplantis (Schweden), Stabhochsprung, Finale
  - 14:46,12 min – Sifan Hassan (Niederlande), 5000 Meter
  - 7:21:54 h – Belarus (Wolha Masuronak, Maryna Damanzewitsch, Nastassja Iwanowa), Marathon Mannschaftswertung
  - 1:26:36 h – María Pérez García (Spanien), 20-km-Gehen
  - 4:09:21 h – Inês Henriques (Portugal), 50-km-Gehen
  - 4,80 m (Egalisierung) – Ekaterini Stefanidi (Griechenland), Stabhochsprung, Finale
  - 4,80 m (Egalisierung) – Nikoleta Kyriakopoulou (Griechenland), Stabhochsprung, Finale
  - 4,85 m – Ekaterini Stefanidi (Griechenland), Stabhochsprung, Finale
  - 78,94 m – Anita Włodarczyk (Polen), Hammerwurf, Finale
  - 67,90 m – Christin Hussong (Deutschland), Speerwurf, Finale
- vier egalisierte oder verbesserte Weltjahresbestleistungen in vier Disziplinen:
  - 10,85 s – Dina Asher-Smith (Großbritannien), 100 Meter, Finale
  - 21,89 s – Dina Asher-Smith (Großbritannien), 200 Meter, Finale
  - 41,88 s – Großbritannien (Asha Philip, Imani Lansiquot, Bianca Williams, Dina Asher-Smith), 4 × 100 Meter, Finale
  - 6816 P – Nafissatou Thiam (Belgien), Siebenkampf
- drei neue Europajahresbestleistungen in drei Disziplinen:
  - 2:59,47 min – Belgien (Dylan Borlée, Jonathan Borlée, Jonathan Sacoor, Kevin Borlée), 4 × 400 Meter, Finale
  - 50,41 s – Justyna Święty-Ersetic (Polen), 400 Meter, Finale
  - 54,33 s – Léa Sprunger (Schweiz), 400 Meter Hürden, Finale
- 39 neue oder egalisierte Landesrekorde in 22 Disziplinen

In der Medaillenwertung lagen Großbritannien und Polen mit je sieben EM-Titeln vorn, die Briten hatten dabei mehr Silber- und Bronzemedaillen auf ihrem Konto und führten diese Wertung damit an. Dahinter folgte mit sechs Europameistern Deutschland. Fünf Länder hatten am Ende jeweils drei Titelträger in ihren Reihen: Frankreich (insgesamt zehn Medaillen), Belgien (insgesamt sechs Medaillen), Griechenland (insgesamt sechs Medaillen), Belarus (insgesamt sieben Medaillen) und Norwegen (insgesamt fünf Medaillen). Spanien (insgesamt zehn Medaillen) und die Ukraine (insgesamt sieben Medaillen) hatten jeweils zwei Europameister in ihren Teams. Das bei früheren Europameisterschaften erfolgsgewohnte Russland tauchte in dieser Wertung nicht auf. Russland wurde durch den Weltleichtathletikverband IAAF (heute World Athletics) aufgrund des dortigen verheerenden Umgangs mit der Dopingproblematik von der Teilnahme ausgeschlossen – siehe oben Abschnitt Teilnehmer.
Bei den einzelnen Sportlern sind besonders folgende Leistungen zu nennen.
- Eine Athletin errang drei Goldmedaillen bei diesen Meisterschaften:
  - Dina Asher-Smith (Großbritannien) – 100 Meter, 200 Meter und 4 × 100 m
- Drei weitere Sportler errangen jeweils zwei Goldmedaillen in Berlin:
  - Jakob Ingebrigtsen (Norwegen) – 1500 Meter, 5000 Meter
  - Zharnel Hughes (Großbritannien) – 100 Meter und 4 × 100 m
  - Justyna Święty-Ersetic (Polen) – 400 Meter und 4 × 400 m
- Folgende Europameister von 2018 hatten bereits vorher EM-Titel gewonnen:
  - Sandra Perković (Kroatien) – Diskuswurf, fünfter Titel in Folge
  - Dina Asher-Smith (Großbritannien) – 200 Meter, Wiederholung ihres Erfolgs von 2016, darüber hinaus hier Europameisterin über 100 Meter und 4 × 100 m, damit jetzt fünffache Europameisterin
  - Anita Włodarczyk (Polen) – Hammerwurf, vierter Titel in Folge
  - Adam Kszczot (Polen) – 800 Meter, dritter Titel in Folge
  - Natalija Pryschtschepa (Ukraine) – 800 Meter, Wiederholung ihres Erfolgs von 2016
  - Sifan Hassan (Niederlande) – 1500 Meter (2014), 5000 Meter (2018), damit jetzt zweifache Europameisterin
  - Gesa Felicitas Krause (Deutschland) – 3000 Meter Hindernis, Wiederholung ihres Erfolgs von 2016
  - Ekaterini Stefanidi (Griechenland) – Stabhochsprung, Wiederholung ihres Erfolgs von 2016

## Legende
Kurze Übersicht zur Bedeutung der Symbolik – so üblicherweise auch in sonstigen Veröffentlichungen verwendet:
| CR    | Championshiprekord                                     |
| NR    | Nationaler Rekord                                      |
| WL    | Weltjahresbestleistung (World Lead)                    |
| EL    | Europajahresbestleistung (European Lead)               |
| EU23R | Europäischer U23-Rekord                                |
| WU20R | Welt-U20-Rekord                                        |
| EU20R | Europäischer U20-Rekord                                |
| e     | egalisiert                                             |
| DNF   | Wettkampf nicht beendet (did not finish)               |
| DSQ   | disqualifiziert                                        |
| DNS   | nicht am Start (did not start)                         |
| IWR   | Internationale Wettkampfregeln                         |
| TR    | Technische Regeln                                      |
| w     | Windunterstützung über dem zulässigen Wert von 2,0 m/s |

## Vorbemerkung zu den Resultaten
Die Resultate deutschsprachiger Athletinnen und Athleten sind zusätzlich mit aufgelistet, wenn sie nicht unter den ersten Acht lagen. Die dort angegebenen Gesamtränge sind allerdings rein fiktiv und entsprechen nicht den offiziellen Resultaten, weil hier keine Vergleichbarkeit vorliegt. In dem dennoch aufgeführten inoffiziellen Ergebnis ist immer zuerst das Erreichen der höheren Runde maßgeblich und anschließend der Vergleich der Leistungen in den jeweiligen Runden.

## Resultate Männer

### 100 m
| Platz | Athlet            | Land | Zeit (s)    |
| ----- | ----------------- | ---- | ----------- |
| 1     | Zharnel Hughes    | GBR  | 09,95 CR000 |
| 2     | Reece Prescod     | GBR  | 09,96 NU23R |
| 3     | Jak Ali Harvey    | TUR  | 10,01000000 |
| 4     | Chijindu Ujah     | GBR  | 10,06000000 |
| 5     | Filippo Tortu     | ITA  | 10,08000000 |
| 6     | Churandy Martina  | NED  | 10,16000000 |
| 7     | Emre Zafer Barnes | TUR  | 10,29000000 |
| DNS   | Jimmy Vicaut      | FRA  |             |

Finale: 4. August 2018, 21:50 Uhr / Wind: ±0,0 m/s

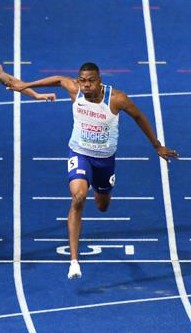
Zharnel Hughes bei seinem Sieg

Weitere Teilnehmer aus deutschsprachigen Ländern:

Im Halbfinale ausgeschieden:
Alex Wilson  SUI – Lauf 3: Dritter in 10,22 s (Gesamtrang 10)
Lucas Jakubczyk  GER – Lauf 2: Sechster in 10,32 s (Ges.Rg. 16)
Julian Reus  GER – Lauf 3: Fünfter in 10,37 s (Gesamtrang 18)
Silvan Wicki  SUI – Lauf 1: Achter in 10,49 s (Gesamtrang 23)
Im Vorlauf ausgeschieden:
Kevin Kranz  GER – Lauf 3: Fünfter in 10,41 s (Gesamtrang 26)
Florian Clivaz  SUI – Lauf 2: Siebter in 10,57 s (Gesamtrang 42)
Markus Fuchs  AUT – Lauf 1: Sechster in 10,57 s (Gesamtrang 43)

### 200 m

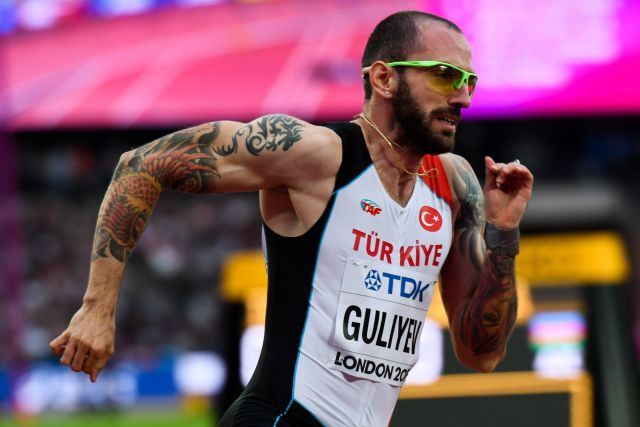
Europameister Ramil Guliyev

| Platz | Athlet                   | Land | Zeit (s) |
| ----- | ------------------------ | ---- | -------- |
| 1     | Ramil Guliyev            | TUR  | 19,76 CR |
| 2     | Nethaneel Mitchell-Blake | GBR  | 20,04000 |
| 3     | Alex Wilson              | SUI  | 20,04 NR |
| 4     | Bruno Hortelano          | ESP  | 20,05000 |
| 5     | Adam Gemili              | GBR  | 20,10000 |
| 6     | Eseosa Desalu            | ITA  | 20,13000 |
| 7     | Leon Reid                | IRL  | 20,37000 |
| 8     | Solomon Bockarie         | NED  | 20,39000 |

Finale: 9. August 2018, 21:05 Uhr / Wind: +0,7 m/s
Weitere Teilnehmer aus deutschsprachigen Ländern:
Im Halbfinale ausgeschieden:
Steven Müller  GER – Lauf 1: Vierter in 20,76 s (Gesamtrang 15)
Robin Erewa  GER – Lauf 2: Achter in 20,79 s (Gesamtrang 18)
Aleixo-Platini Menga  GER – Lauf 3: Siebter in 20,83 s (Gesamtrang 20)
Im Vorlauf ausgeschieden:
Silvan Wicki  SUI – Lauf 4: Fünfter in 20,93 s (Gesamtrang 27)
Markus Fuchs  AUT – Lauf 4: Siebter in 21,29 s (Gesamtrang 35)

### 400 m
| Platz | Athlet               | Land | Zeit (s) |
| ----- | -------------------- | ---- | -------- |
| 1     | Matthew Hudson-Smith | GBR  | 44,78    |
| 2     | Kevin Borlée         | BEL  | 45,13    |
| 3     | Jonathan Borlée      | BEL  | 45,19    |
| 4     | Karol Zalewski       | POL  | 45,34    |
| 5     | Luka Janežič         | SLO  | 45,43    |
| 6     | Óscar Husillos       | ESP  | 45,61    |
| 7     | Ricardo dos Santos   | POR  | 45,78    |
| 8     | Karsten Warholm      | NOR  | 46,68    |

Finale: 10. August 2018, 21:05 Uhr

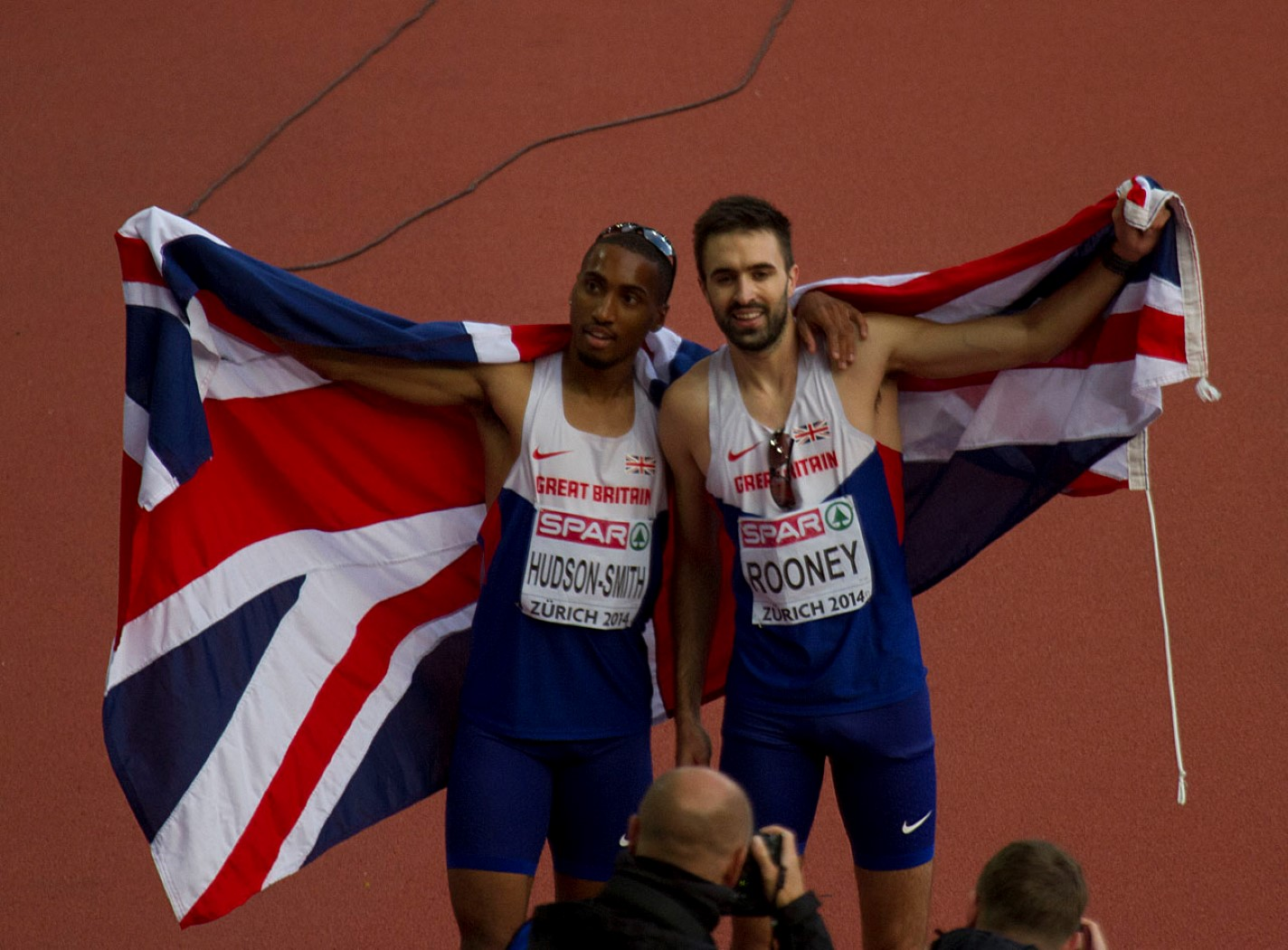
Matthew Hudson-Smith (links als Vizeeuropameister von 2014) – diesmal siegreich

Teilnehmer aus deutschsprachigen Ländern:
Im Halbfinale ausgeschieden:
Patrick Schneider  GER – Lauf 2: Achter in 46,58 s (Gesamtrang 24)
Im Vorlauf ausgeschieden:
Johannes Trefz  GER – Lauf 3: Sechster in 46,53 s (Gesamtrang 28)
Joel Burgunder  SUI – Lauf 3: Achter in 48,78 s (Gesamtrang 39)

### 800 m
| Platz | Athlet                | Land | Zeit (min) |
| ----- | --------------------- | ---- | ---------- |
| 1     | Adam Kszczot          | POL  | 1:44,59000 |
| 2     | Andreas Kramer        | SWE  | 1:45,03 NR |
| 3     | Pierre-Ambroise Bosse | FRA  | 1:45,30000 |
| 4     | Michał Rozmys         | POL  | 1:45,32000 |
| 5     | Mateusz Borkowski     | POL  | 1:45,42000 |
| 6     | Andreas Bube          | DEN  | 1:45,92000 |
| 7     | Álvaro de Arriba      | ESP  | 1:46,41000 |
| 8     | Lukáš Hodboď          | CZE  | 1:46,60000 |

Finale: 11. August 2018, 20:30 Uhr

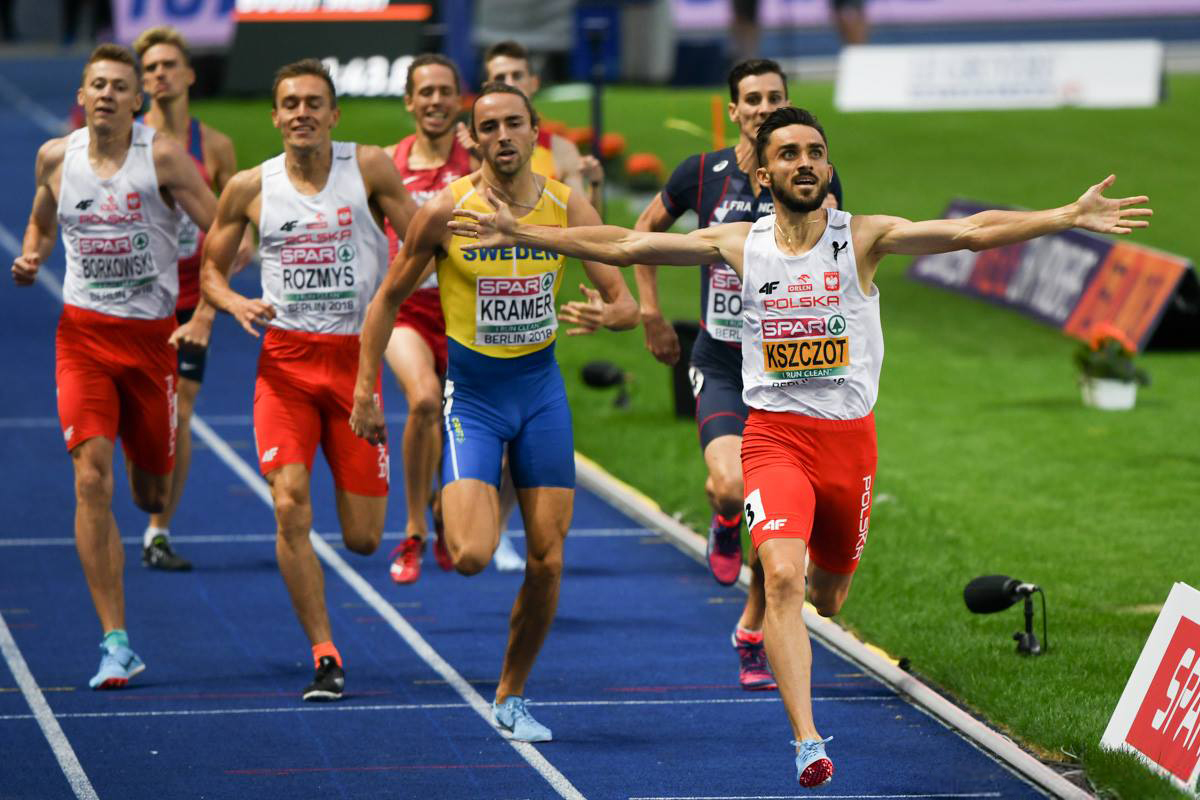
Zieleinlauf über 800 Meter

Teilnehmer aus deutschsprachigen Ländern:
Im Vorlauf ausgeschieden:
Christoph Kessler  GER – Lauf 2: Achter in 1:48,13 min (Gesamtrang 20)
Benedikt Huber  GER – Lauf 2: Vierter in 1:48,33 min (Gesamtrang 22)
Marc Reuther  GER – Lauf 1: DSQ (IWR 163, TR17.2 – Behinderung)

### 1500 m
| Platz | Athlet              | Land | Zeit (min) |
| ----- | ------------------- | ---- | ---------- |
| 1     | Jakob Ingebrigtsen  | NOR  | 3:38,10    |
| 2     | Marcin Lewandowski  | POL  | 3:38,14    |
| 3     | Jake Wightman       | GBR  | 3:38,25    |
| 4     | Henrik Ingebrigtsen | NOR  | 3:38,50    |
| 5     | Charlie Grice       | GBR  | 3:38,65    |
| 6     | Simas Bertašius     | LTU  | 3:39,04    |
| 7     | Timo Benitz         | GER  | 3:39,28    |
| 8     | Ismael Debjani      | BEL  | 3:39,48    |

Finale: 10. August 2018, 21:50 Uhr

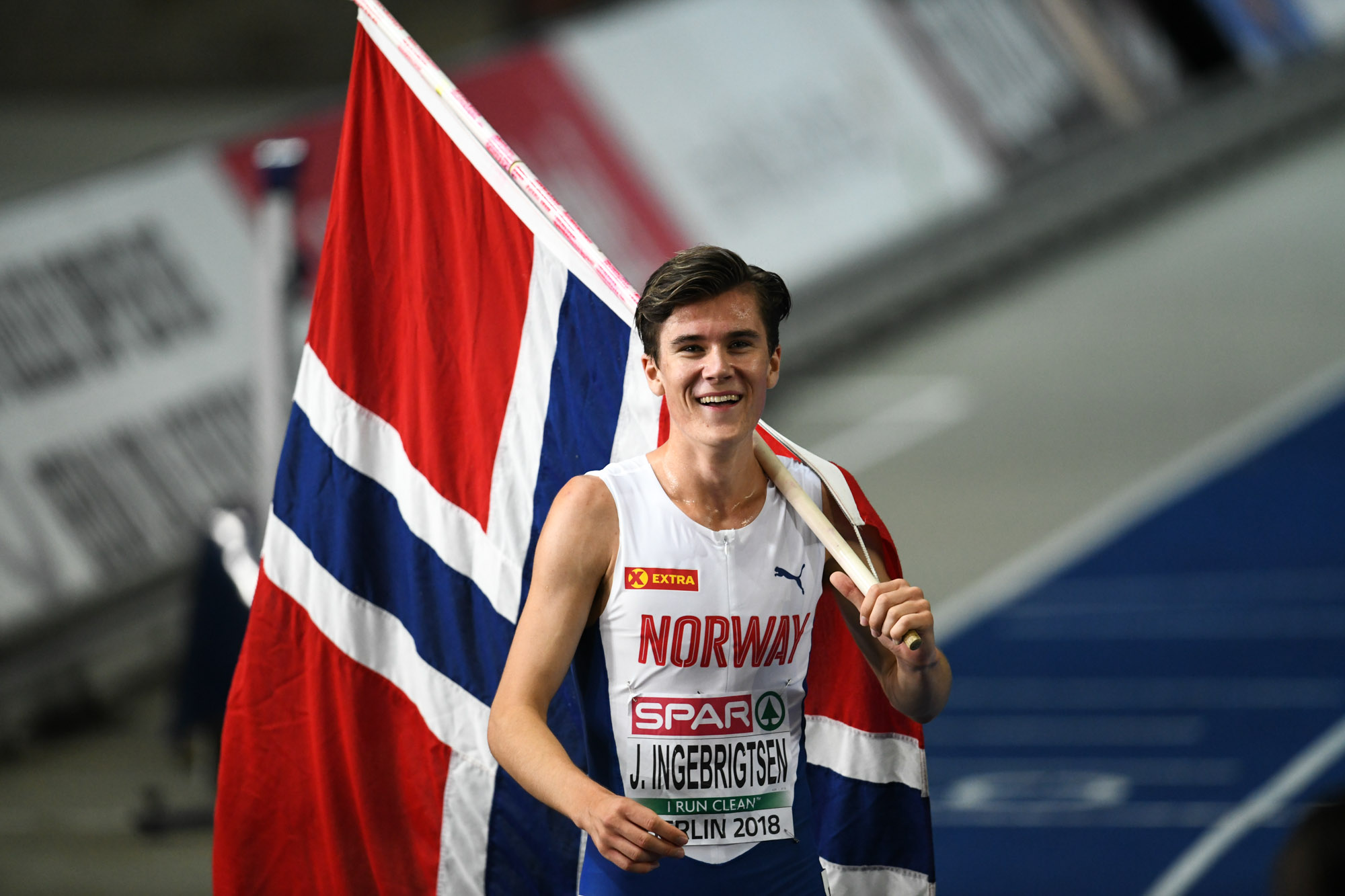
Jakob Ingebrigtsen, einer von drei Brüdern im Finale, wurde Europameister

Weitere Teilnehmer aus deutschsprachigen Ländern:
Homiyu Tesfaye  GER – Finale, Platz 13 in 3:47,83 min
Im Vorlauf ausgeschieden:
Marius Probst  GER – Lauf 3, Achter in 3:42,37 min (Gesamtrang 17)
Jan Hochstrasser  SUI – Lauf 3, Neunter in 3:42,80 min (Gesamtrang 19)

### 5000 m
| Platz | Athlet              | Land | Zeit (min)     |
| ----- | ------------------- | ---- | -------------- |
| 1     | Jakob Ingebrigtsen  | NOR  | 13:17,06 EU20R |
| 2     | Henrik Ingebrigtsen | NOR  | 13:18,75000000 |
| 3     | Morhad Amdouni      | FRA  | 13:19,14000000 |
| 4     | Yemaneberhan Crippa | ITA  | 13:19,85000000 |
| 5     | Marc Scott          | GBR  | 13:23,14000000 |
| 6     | Polat Kemboi Arıkan | TUR  | 13:23,42000000 |
| 7     | Rinas Achmadejew    | ANA  | 13:24,43000000 |
| 8     | Julien Wanders      | SUI  | 13:24,79000000 |

11. August 2018, 20:55 Uhr

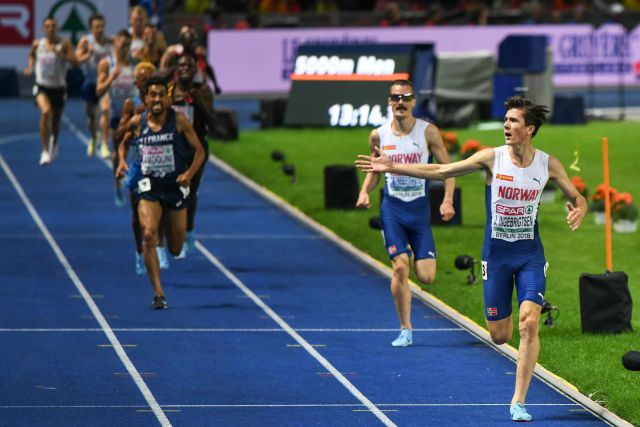
Doppelsieg für die Brüder Jakob und Henrik Ingebrigtsen

Weitere Teilnehmer aus deutschsprachigen Ländern:
Florian Orth  GER – Platz 17 in 13:37,46 min
Marcel Fehr  GER – Platz 18 in 13:37,66 min
Andreas Vojta  AUT – Platz 19 in 13:42,75 min
Jonas Raess – Platz 21 in  SUI, 14:01,14 min

### 10.000 m
| Platz | Athlet              | Land | Zeit (min) |
| ----- | ------------------- | ---- | ---------- |
| 1     | Morhad Amdouni      | FRA  | 28:11,22   |
| 2     | Bashir Abdi         | BEL  | 28:11,76   |
| 3     | Yemaneberhan Crippa | ITA  | 28:12,15   |
| 4     | Adel Mechaal        | ESP  | 28:13,78   |
| 5     | Andrew Vernon       | GBR  | 28:16,90   |
| 6     | Soufiane Bouchikhi  | BEL  | 28:19,04   |
| 7     | Julien Wanders      | SUI  | 28:22,02   |
| 8     | Florian Carvalho    | FRA  | 28:29,78   |

7. August 2018, 20:20 Uhr

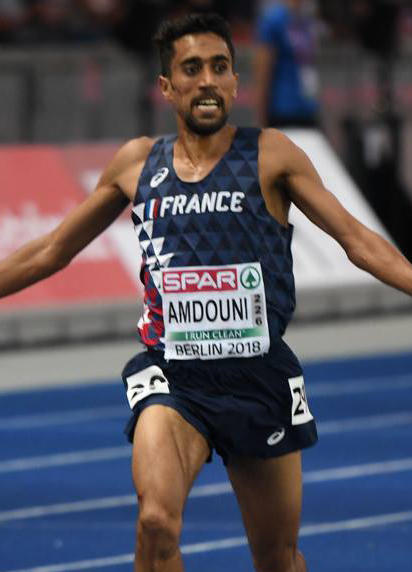
10.000-Meter-Sieger Morhad Amdouni

Weitere Teilnehmer aus deutschsprachigen Ländern:
Amanal Petros  GER – Platz 16 in 29:01,19 min
Sebastian Hendel  GER – Platz 24 in 29:53,45 min

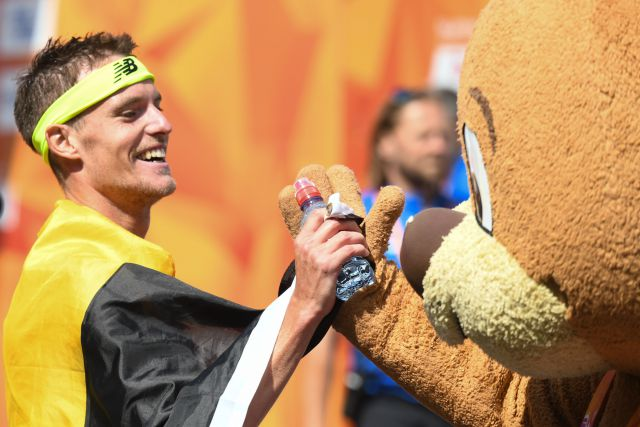
Marathoneuropameister Koen Naert

Richard Ringer  GER – DNF

### Marathon, Einzelwertung
| Platz | Athlet                  | Land | Zeit (h)   |
| ----- | ----------------------- | ---- | ---------- |
| 1     | Koen Naert              | BEL  | 2:09:51 CR |
| 2     | Tadesse Abraham         | SUI  | 2:11:24000 |
| 3     | Yassine Rachik          | ITA  | 2:12:09000 |
| 4     | Javier Guerra           | ESP  | 2:12:22000 |
| 5     | Eyob Ghebrehiwet Faniel | ITA  | 2:12:43000 |
| 6     | Jesús España            | ESP  | 2:12:58000 |
| 7     | Marhu Teferi            | ISR  | 2:13:00 NR |
| 8     | Lemawork Ketema         | AUT  | 2:13:22000 |

12. August 2018, 20:20 Uhr
Weitere Teilnehmer aus deutschsprachigen Ländern:

Peter Herzog  AUT – Platz 10 in 2:15:29 h
Tom Gröschel  GER – Platz 11 in 2:15:48 h
Christian Kreienbühl  SUI – Platz 27 in 2:19:00 h
Jonas Koller  GER – Platz 28 in 2:19:16 h
Sebastian Reinwand  GER – Platz 33 in 2:19:46 h
Philipp Baar  GER – Platz 38 in 2:19:59 h
Christian Steinhammer  AUT – Platz 41 in 2:20:40 h / Andreas Kempf  SUI – Platz 42 in 2:21:35 h
Patrik Wägeli  SUI – Platz 43 in 2:21:59 h / Marcus Schöfisch  GER – Platz 46 in 2:22:57 h
Geronimo von Wartburg  SUI – Platz 48 in 2:23:46 h / Marcel Berni  SUI – Platz 51 in 2:25:53 h
Philipp Pflieger  GER – DNF / Valentin Pfeil  AUT – DNF

### Marathon, Mannschaftswertung – Marathon Cup
| Platz | Land        | Athleten                                                                             | Zeit (h) |
| ----- | ----------- | ------------------------------------------------------------------------------------ | -------- |
| 1     | Italien     | Yassine Rachik – 2:12:09 Eyob Ghebrehiwet Faniel – 2:12:43 Stefano La Rosa – 2:15:57 | 6:40:48  |
| 2     | Spanien     | Javier Guerra – 2:12:22 Jesús España – 2:12:58 Camilo Raúl Santiago – 2:17:24        | 6:42:43  |
| 3     | Österreich  | Lemawork Ketema – 2:13:22 Peter Herzog – 2:15:29 Christian Steinhammer – 2:20:40     | 6:49:29  |
| 4     | Schweiz     | Tadesse Abraham – 2:11:24 Christian Kreienbühl – 2:19:00 Andreas Kempf – 2:21:35     | 6:51:58  |
| 5     | Polen       | Mariusz Giżyński – 2:16:02 Henryk Szost – 2:18:09 Arkadiusz Gardzielewski – 2:18:21  | 6:52:31  |
| 6     | Irland      | Kevin Seaward – 2:16:58 Mick Clohisey – 2:18:00 Sean Hehir – 2:18:58                 | 6:53:55  |
| 7     | Deutschland | Tom Gröschel – 2:15:48 Jonas Koller – 2:19:16 Sebastian Reinwand – 2:19:46           | 6:54:50  |
| 8     | Ukraine     | Ihor Olefirenko – 2:16:35 Oleksandr Sitkowskyj – 2:18:52 Ihor Russ – 2:19:39         | 6:55:04  |

12. August 2018, 20:20 Uhr
In die Wertung kamen die jeweils drei besten Läufer eines Landes, deren Zeiten addiert wurden und so zum Resultat führten. Der Wettbewerb wurde in der offiziellen Medaillenwertung nicht mitgezählt.
Keine weiteren Mannschaften aus deutschsprachigen Ländern

### 110 m Hürden
| Platz | Athlet                  | Land | Zeit (s) |
| ----- | ----------------------- | ---- | -------- |
| 1     | Pascal Martinot-Lagarde | FRA  | 13,17    |
| 2     | Sergei Schubenkow       | ANA  | 13,17    |
| 3     | Orlando Ortega          | ESP  | 13,34    |
| 4     | Damian Czykier          | POL  | 13,38    |
| 5     | Gregor Traber           | GER  | 13,46    |
| 6     | Andrew Pozzi            | GBR  | 13,48    |
| 7     | Aurel Manga             | FRA  | 13,51    |
| 8     | Balázs Baji             | HUN  | 13,55    |

Finale: 10. August 2018, 21:35 Uhr / Wind: ±0,0 m/s

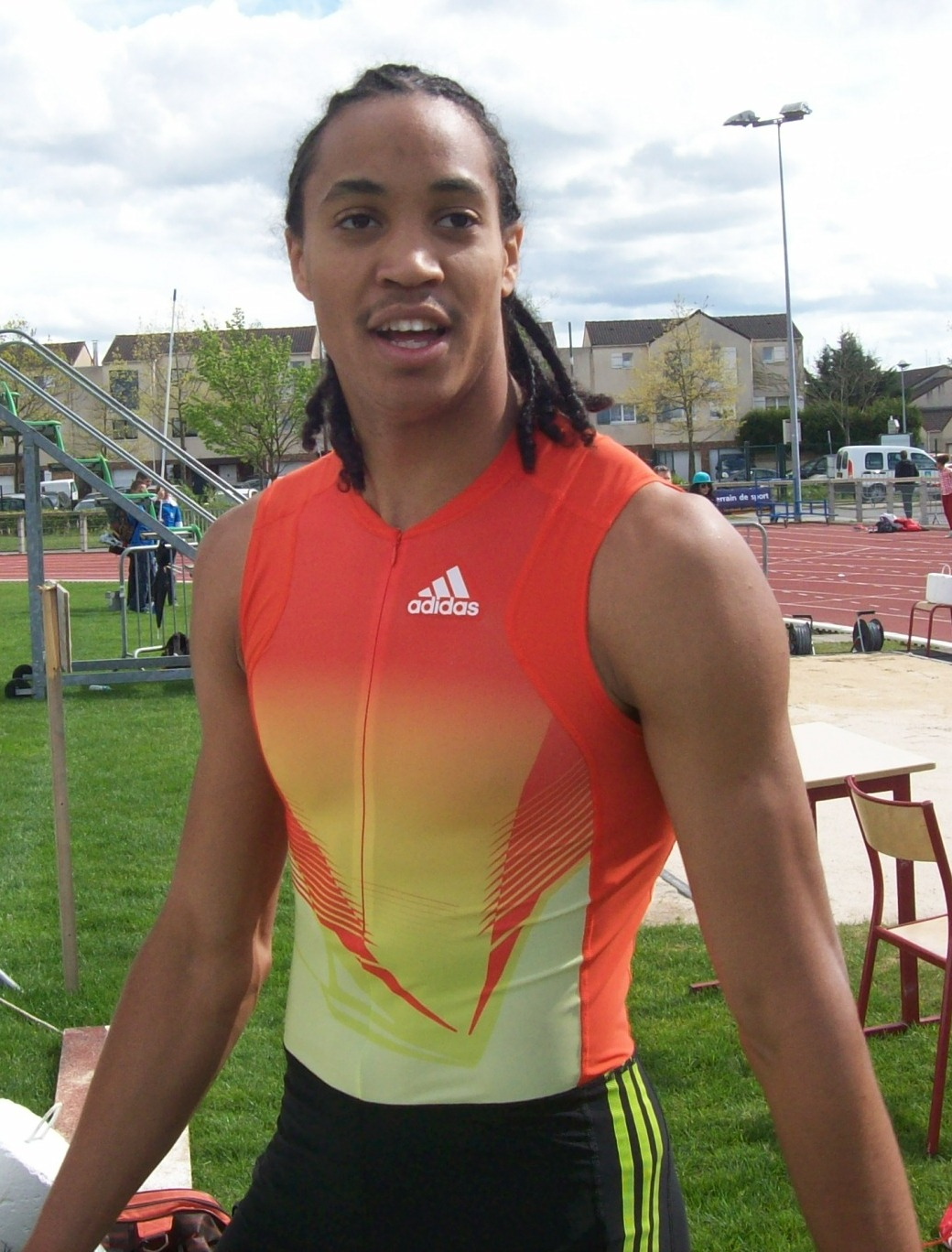
Europameister Pascal Martinot-Lagarde

Weitere Teilnehmer aus deutschsprachigen Ländern:
Im Halbfinale ausgeschieden:
Jason Joseph  SUI – Lauf 3: Platz 5 in 13,53 s (Gesamtrang 12)
Erik Balnuweit  GER – Lauf 3: Platz 7 in 13,59 s (Gesamtrang 16)
Alexander John  GER – Lauf 2: DSQ (IWR 168, TR22.6 – Regelverstoß Hürdenlauf) (Gesamtrang 24)
Im Vorlauf ausgeschieden:
Brahian Peña  SUI – Lauf 2: Platz 8 in 14,50 s (Gesamtrang 27)

### 400 m Hürden
| Platz | Athlet           | Land | Zeit (s)       |
| ----- | ---------------- | ---- | -------------- |
| 1     | Karsten Warholm  | NOR  | 47,64 NR/EU23R |
| 2     | Yasmani Copello  | TUR  | 47,81 NR000000 |
| 3     | Thomas Barr      | IRL  | 48,31000000000 |
| 4     | Ludvy Vaillant   | FRA  | 48,42000000000 |
| 5     | Patryk Dobek     | POL  | 48,59000000000 |
| 6     | Rasmus Mägi      | EST  | 48,75000000000 |
| 7     | Sergio Fernández | ESP  | 48,98000000000 |
| 8     | Timofei Tschaly  | ANA  | 49,41000000000 |

Finale: 9. August 2018, 20:15 Uhr

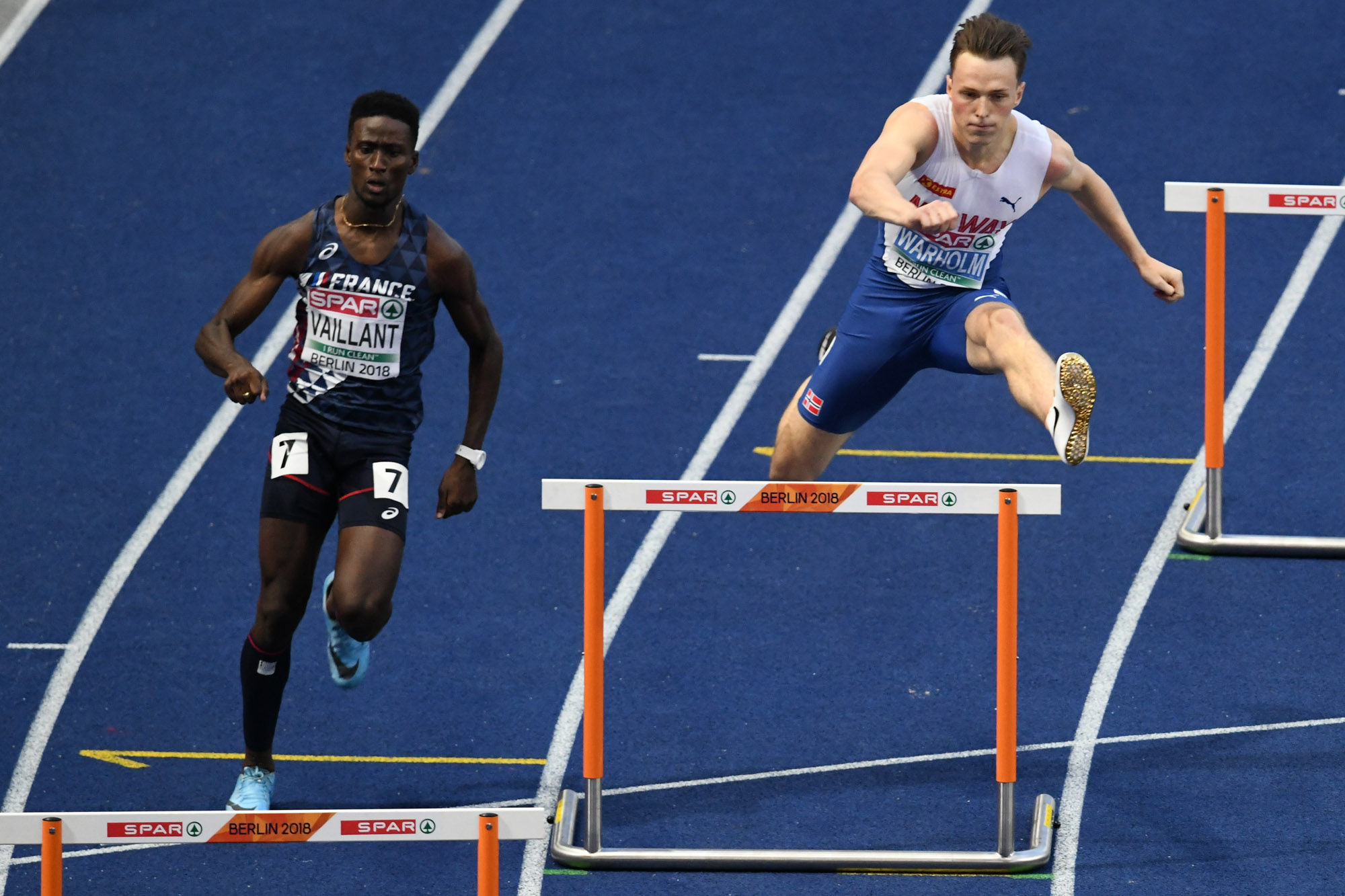
Karsten Warholm (rechts) siegte mit neuem Landesrekord

Teilnehmer aus deutschsprachigen Ländern:
Im Halbfinale ausgeschieden:
Luke Campbell  GER – Lauf 1: Platz 3 in 49,20 s (Gesamtrang 9)
Alain-Hervé Mfomkpa  SUI – Lauf 2: Platz 8 in 50,71 s (Gesamtrang 22)
Im Vorlauf ausgeschieden:
Dany Brand  SUI – Lauf 1: Platz 4 in 50,82 s (Gesamtrang 25)

### 3000 m Hindernis
| Platz | Athlet                 | Land | Zeit (min) |
| ----- | ---------------------- | ---- | ---------- |
| 1     | Mahiedine Mekhissi     | FRA  | 8:31,66    |
| 2     | Fernando Carro Morillo | ESP  | 8:34,16    |
| 3     | Yohanes Chiappinelli   | ITA  | 8:35,81    |
| 4     | Yoann Kowal            | FRA  | 8:36,77    |
| 5     | Zak Seddon             | GBR  | 8:37,28    |
| 6     | Daniel Arce            | ESP  | 8:38,12    |
| 7     | Krystian Zalewski      | POL  | 8:38,59    |
| 8     | Topi Raitanen          | FIN  | 8:40,11    |

Finale: 9. August 2018, 21:20 Uhr

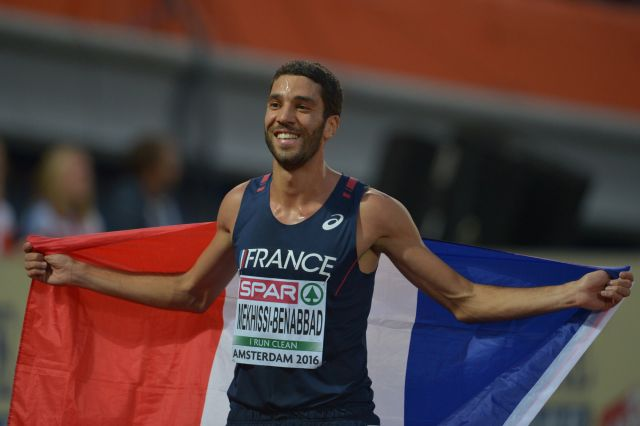
Mahiedine Mekhissi-Benabbad

Teilnehmer aus deutschsprachigen Ländern:
Im Vorlauf ausgeschieden:
Martin Grau  GER – Lauf 1: Platz 9 in 8:33,81 min (Gesamtrang 17)
Luca Sinn  AUT – Lauf 1: Platz 12 in 8:44,80 min (Gesamtrang 22)
Johannes Motschmann  GER – Lauf 2: Platz 14 in 8:51,65 min (Gesamtrang 26)

### 4 × 100 m Staffel
| Platz | Land           | Athleten | Zeit (s) |
| ----- | -------------- | --- | -------- |
| 1     | Großbritannien | Chijindu Ujah Zharnel Hughes Adam Gemili Harry Aikines-Aryeetey (Finale) im Vorlauf außerdem: Nethaneel Mitchell-Blake | 37,80000 |
| 2     | Türkei         | Emre Zafer Barnes Jak Ali Harvey Yiğitcan Hekimoğlu Ramil Guliyev                                                      | 37,98 NR |
| 3     | Niederlande    | Christopher Garia Churandy Martina Hensley Paulina Taymir Burnet                                                       | 38,03 NR |
| 4     | Frankreich     | Méba-Mickaël Zézé Marvin René Stuart Dutamby Mouhamadou Fall                                                           | 38,51000 |
| 5     | Ukraine        | Oleksandr Sokolow Emil Ibrahimow Wolodymyr Suprun Serhij Smelyk                                                        | 38,71000 |
| 6     | Finnland       | Eetu Rantala Otto Ahlfors Oskari Lehtonen Samuel Purola                                                                | 38,92 NR |
| 7     | Portugal       | José Lopes Diogo Antunes Frederico Curvelo Carlos Nascimento                                                           | 39,07000 |
| DNS   | Tschechien     | Zdeněk Stromšík Jan Veleba Jan Jirka Pavel Maslák                                                                      |          |

Finale: 12. August 2018, 21:35 Uhr

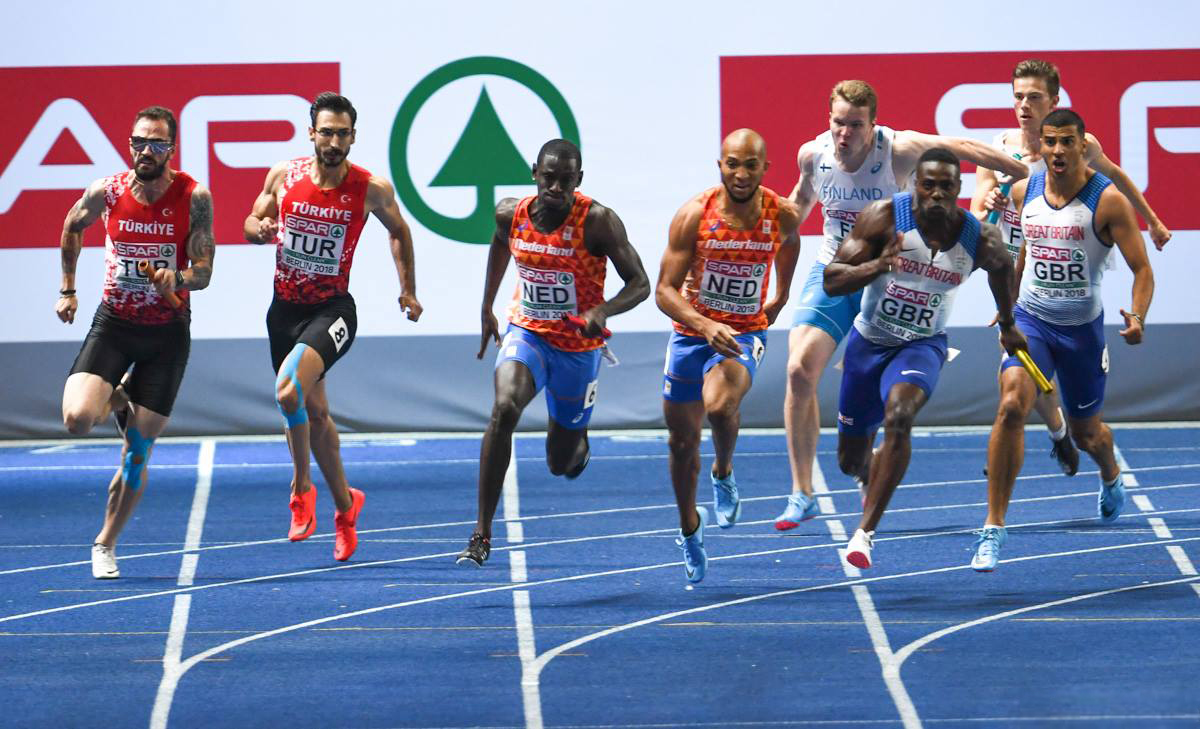
Letzter Wechsel der 4 × 100-m-Staffel

Staffeln aus deutschsprachigen Ländern:
Im Vorlauf ausgeschieden:
 SUI – Lauf 2: Platz 5 in 39,13 s (Gesamtrang 10)
 GER – Lauf 1: DNF

### 4 × 400 m Staffel
| Platz | Land           | Athleten | Zeit (min) |
| ----- | -------------- | --- | ---------- |
| 1     | Belgien        | Dylan Borlée Jonathan Borlée (Finale) Jonathan Sacoor Kévin Borlée (Finale) im Vorlauf außerdem: Julian Watrin Robin Vanderbemden (Vorlauf) | 2:59,47 EL |
| 2     | Großbritannien | Rabah Yousif Dwayne Cowan Matthew Hudson-Smith (Finale) Martyn Rooney im Vorlauf außerdem: Cameron Chalmers                                 | 3:00,36000 |
| 3     | Spanien        | Óscar Husillos (Finale) Lucas Búa Samuel García Bruno Hortelano (Finale) im Vorlauf außerdem: Mark Ujakpor Darwin Echeverry                 | 3:00,78000 |
| 4     | Frankreich     | Ludvy Vaillant (Finale) Mamadou Kassé Hann Teddy Atine-Venel Thomas Jordier im Vorlauf außerdem: Mame-Ibra Anne                             | 3:02,08000 |
| 5     | Polen          | Karol Zalewski (Finale) Rafał Omelko Łukasz Krawczuk (Finale) Kajetan Duszyński im Vorlauf außerdem: Dariusz Kowaluk Mateusz Rzeźniczak     | 3:02,27000 |
| 6     | Italien        | Edoardo Scotti Michele Tricca Davide Re Matteo Galvan (Finale) im Vorlauf außerdem: Vladimir Aceti                                          | 3:02,34000 |
| 7     | Tschechien     | Jan Tesař (Finale) Pavel Maslák Patrik Šorm Filip Šnejdr (Finale) im Vorlauf außerdem: Michal Desenský Vít Müller                           | 3:03,00000 |
| 8     | Deutschland    | Patrick Schneider (Finale) Torben Junker Fabian Dammermann Johannes Trefz im Vorlauf außerdem: Marvin Schlegel                              | 3:04,69000 |

Finale: 11. August 2018, 21:30 Uhr

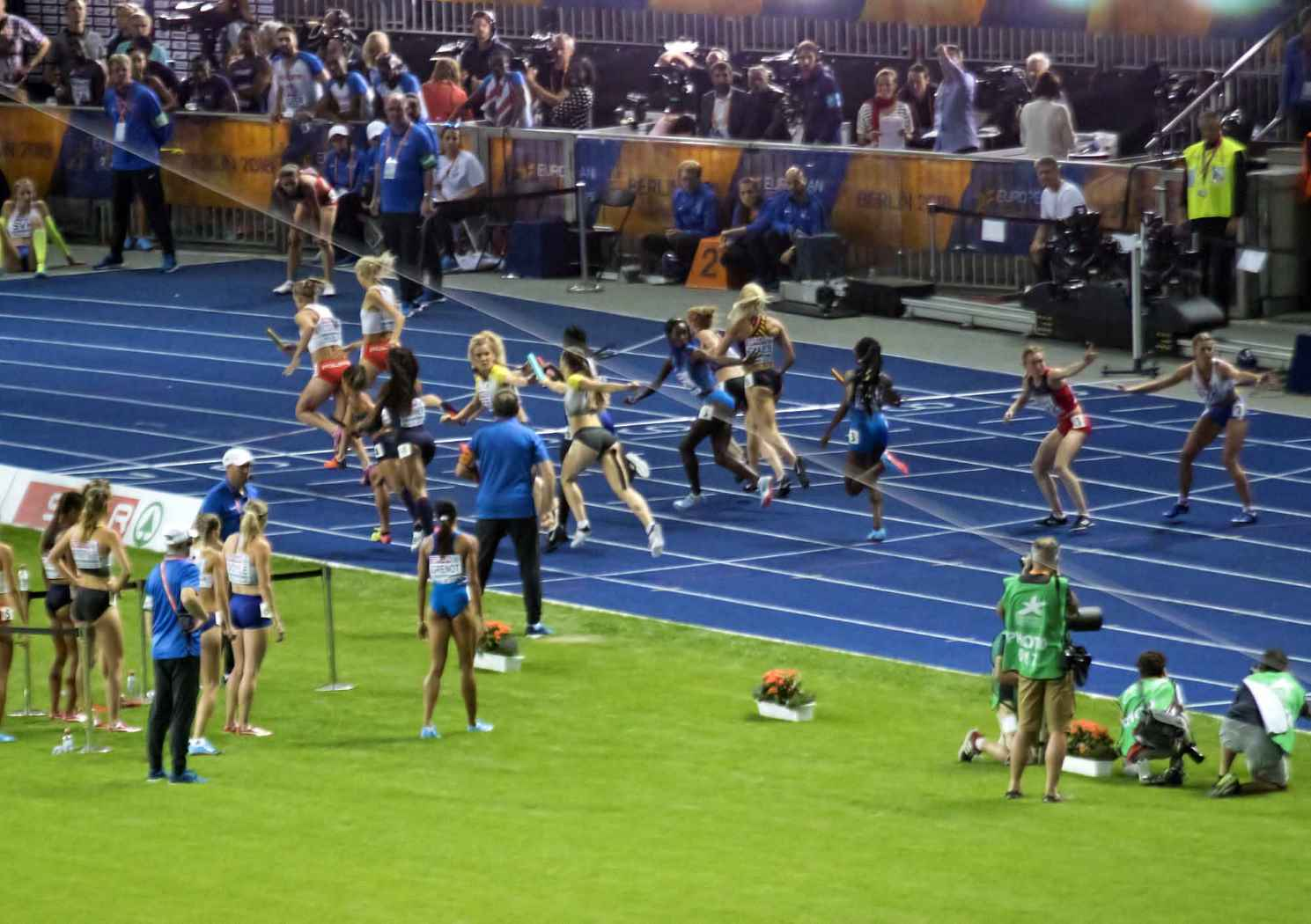
4 × 400 m Staffel:
Zweiter Wechsel

Weitere Staffel aus deutschsprachigen Ländern:
Im Vorlauf ausgeschieden:  SUI – Lauf 1: DSQ (IWR 163, TR17.3 – Bahnübertreten)

### 20 km Gehen
| Platz | Athlet             | Land | Zeit (h) |
| ----- | ------------------ | ---- | -------- |
| 1     | Álvaro Martín      | ESP  | 1:20:42  |
| 2     | Diego García       | ESP  | 1:20:48  |
| 3     | Wassili Misinow    | ANA  | 1:20:50  |
| 4     | Massimo Stano      | ITA  | 1:20:51  |
| 5     | Nils Brembach      | GER  | 1:21:25  |
| 6     | Miguel Ángel López | ESP  | 1:21:27  |
| 7     | Tom Bosworth       | GBR  | 1:21:31  |
| 8     | Hagen Pohle        | GER  | 1:21:35  |

11. August 2018, 10:55 Uhr

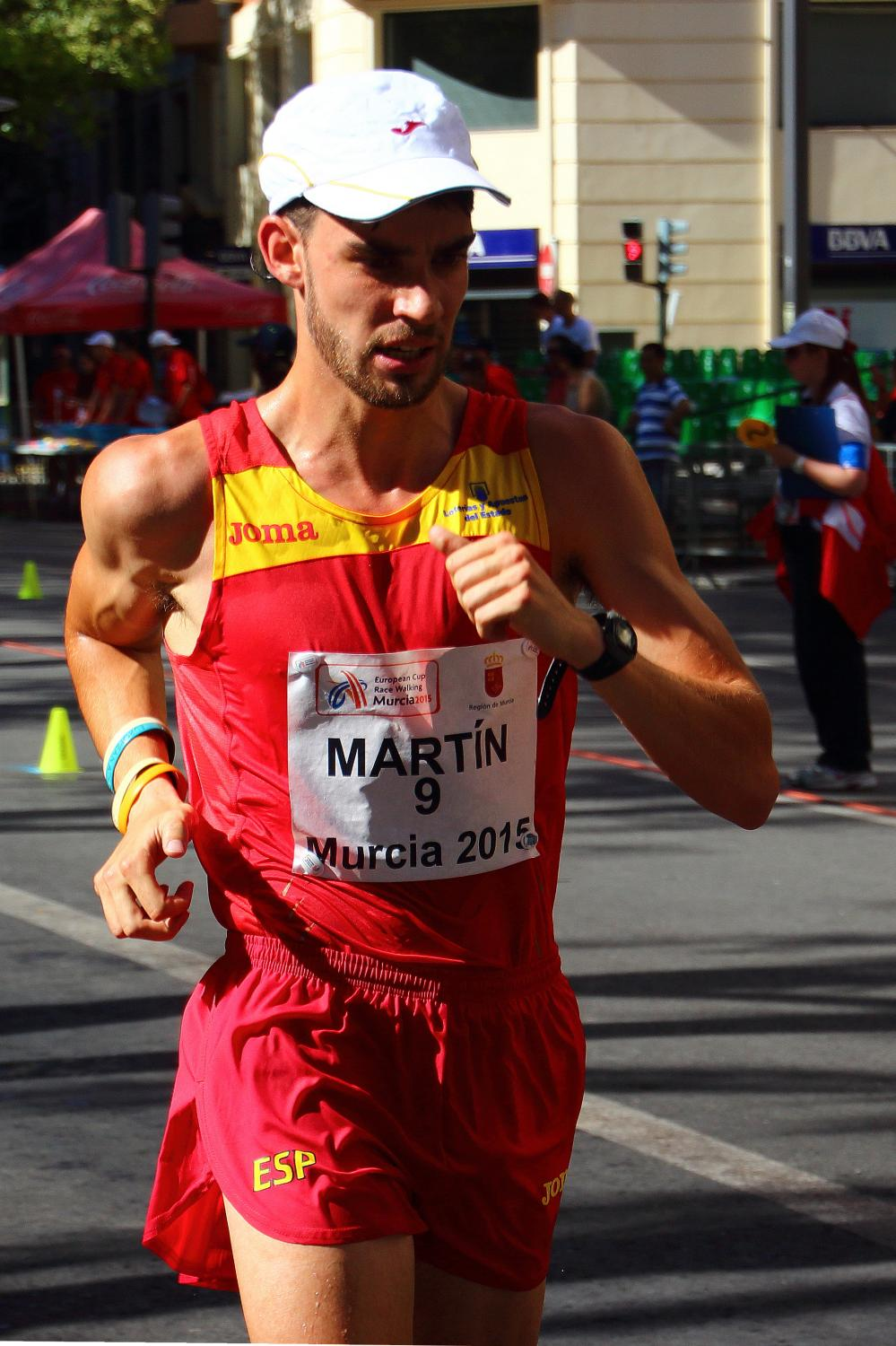
Sieg im 20-km-Gehen für Álvaro Martín

Weiterer Teilnehmer aus deutschsprachigen Ländern:
Christopher Linke  GER – Platz 13 in 1:22:33 h

### 50 km Gehen

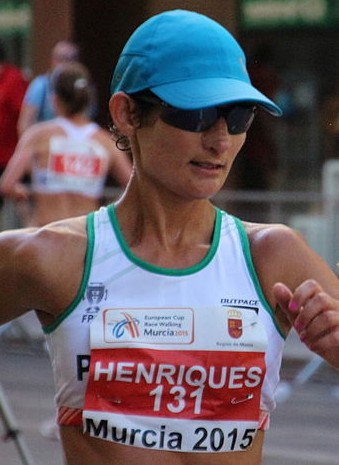
Inês Henriques wurde überlegen die erste und letzte Europameisterin im 50-km-Gehen

| Platz | Athlet             | Land | Zeit (h) |
| ----- | ------------------ | ---- | -------- |
| 1     | Marjan Sakalnyzkyj | UKR  | 3:46:32  |
| 2     | Matej Tóth         | SVK  | 3:47:27  |
| 3     | Dsmitryj Dsjubin   | BLR  | 3:47:59  |
| 4     | Håvard Haukenes    | NOR  | 3:48:35  |
| 5     | Carl Dohmann       | GER  | 3:50:27  |
| 6     | Rafał Augustyn     | POL  | 3:51:37  |
| 7     | Rafał Sikora       | POL  | 3:52:56  |
| 8     | Nathaniel Seiler   | GER  | 3:54:08  |

7. August 2018, 8:35 Uhr
Dieser Wettbewerb stand zum letzten Mal in dieser Form auf dem Programm von Europameisterschaften. Die Distanz wurde – wie auch bei anderen großen internationalen Meisterschaften und Olympischen Spielen – von 50 auf 35 km verkürzt.
Weiterer Teilnehmer aus deutschsprachigen Ländern:
Karl Junghannß  GER – DSQ

### Hochsprung
| Platz | Athlet             | Land | Höhe (m) |
| ----- | ------------------ | ---- | -------- |
| 1     | Mateusz Przybylko  | GER  | 2,35     |
| 2     | Maksim Nedassekau  | BLR  | 2,33     |
| 3     | Ilja Iwanjuk       | ANA  | 2,31     |
| 4     | Gianmarco Tamberi  | ITA  | 2,28     |
| 5     | Alperen Acet       | TUR  | 2,24     |
| 5     | Andrij Prozenko    | UKR  | 2,24     |
| 7     | Sylwester Bednarek | POL  | 2,24     |
| 8     | Douwe Amels        | NED  | 2,19     |
| 8     | Eike Onnen         | GER  | 2,19     |

Finale: 11. August 2018, 20:00 Uhr

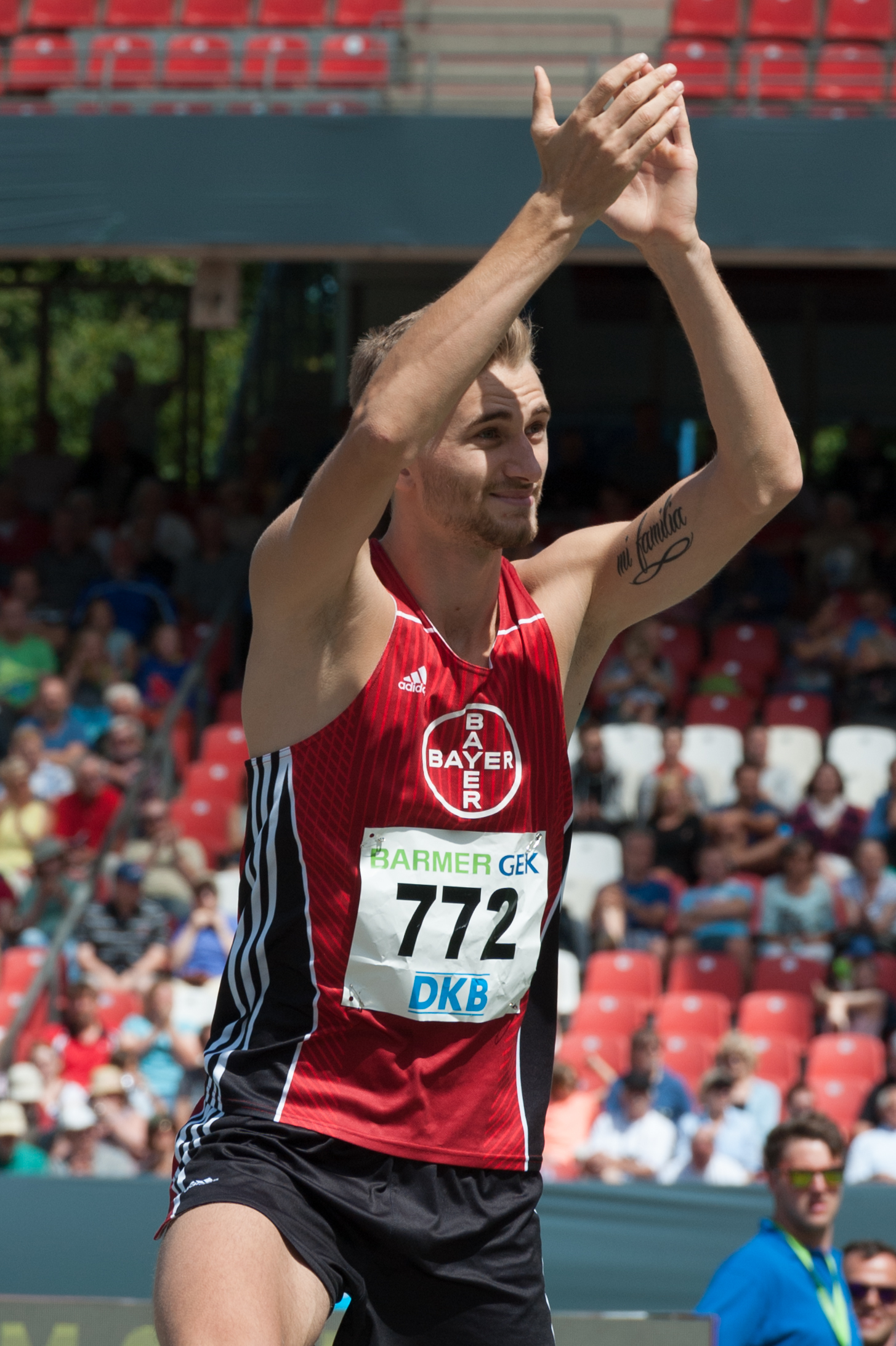
Hochsprungsieger Mateusz Przybylko

Weitere Teilnehmer aus deutschsprachigen Ländern:
Loïc Gasch  SUI – Finale, Platz 10 mit 2,19 m
In der Qualifikation ausgeschieden:
Tobias Potye  GER – Gruppe A, Platz 7 mit 2,21 m (Ges.Rg. 16)

### Stabhochsprung
| Platz | Athlet                  | Land | Höhe (m)       |
| ----- | ----------------------- | ---- | -------------- |
| 1     | Armand Duplantis        | SWE  | 6,05 CR/WU20R  |
| 2     | Timur Morgunow          | ANA  | 6,000000000000 |
| 3     | Renaud Lavillenie       | FRA  | 5,950000000000 |
| 4     | Piotr Lisek             | POL  | 5,900000000000 |
| 5     | Paweł Wojciechowski     | POL  | 5,800000000000 |
| 6     | Konstandinos Filippidis | GRE  | 5,750000000000 |
| 6     | Sondre Guttormsen       | NOR  | 5,75 NR0000000 |
| 8     | Axel Chapelle           | FRA  | 5,650000000000 |

Finale: 12. August 2018, 19:10 Uhr

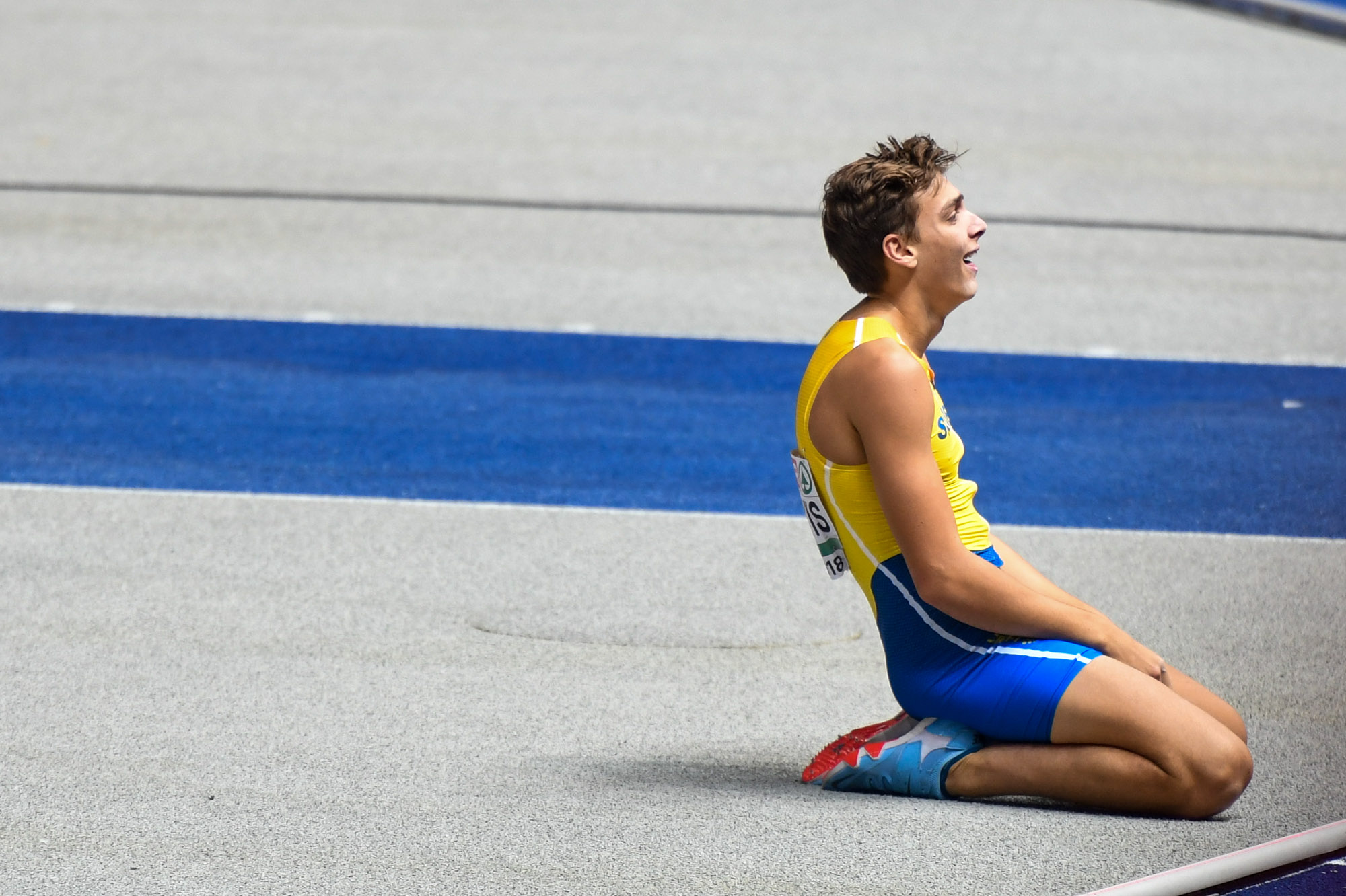
Armand Duplantis, Sieger eines hochklassigen Stabhochsprungs

Teilnehmer aus deutschsprachigen Ländern:
In der Qualifikation ausgeschieden:
Torben Laidig  GER – Gruppe B, Platz 7 mit 5,51 m (Gesamtrang 13)
Bo Kanda Lita Baehre  GER – Gruppe B, Platz 8 mit 5,51 m (Gesamtrang 15)
Dominik Alberto  SUI – Gruppe B, Platz 7 mit 5,16 m (Gesamtrang 30)
Raphael Holzdeppe  GER – Gruppe B: NM

### Weitsprung
| Platz | Athlet              | Land | Weite (m)   |
| ----- | ------------------- | ---- | ----------- |
| 1     | Miltiadis Tendoglou | GRE  | 8,250000000 |
| 2     | Fabian Heinle       | GER  | 8,130000000 |
| 3     | Serhij Nykyforow    | UKR  | 8,130000000 |
| 4     | Thobias Montler     | SWE  | 8,10 NU23R  |
| 5     | Tomasz Jaszczuk     | POL  | 8,080000000 |
| 6     | Dan Bramble         | GBR  | 7,900000000 |
| 7     | Michel Tornéus      | SWE  | 7,860000000 |
| 8     | Guillaume Victorin  | FRA  | 7,840000000 |

Finale: 8. August 2018, 19:40 Uhr

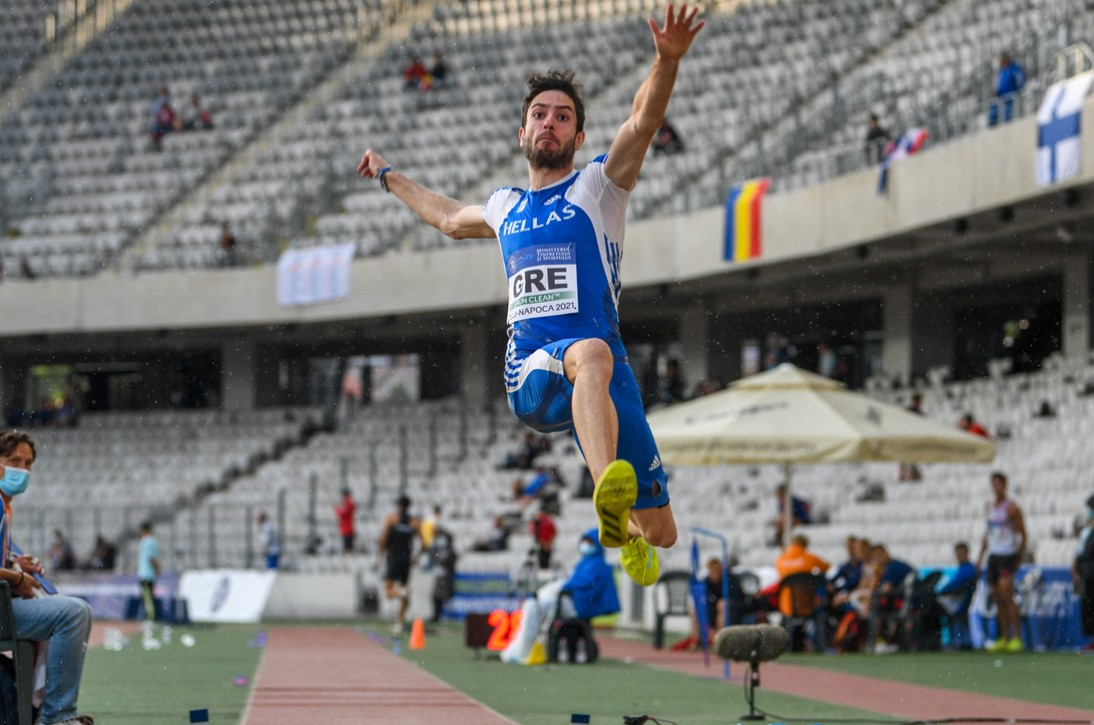
Miltiadis Tendoglou setzte sich in einer umkämpften Konkurrenz durch

Weitere Teilnehmer aus deutschsprachigen Ländern:
In der Qualifikation ausgeschieden:
Benjamin Gföhler  SUI – Gruppe B, Platz 9 mit 7,65 m (Gesamtrang 18)
Julian Howard  GER – Gruppe B, Platz 10 mit 7,64 m (Gesamtrang 19)
Maximilian Entholzner  GER – Gruppe A, Platz 13 mit 7,46 m (Gesamtrang 26)
Christopher Ullmann  SUI – Gruppe A: NM

### Dreisprung
| Platz | Athlet               | Land | Weite (m) |
| ----- | -------------------- | ---- | --------- |
| 1     | Nelson Évora         | POR  | 17,10     |
| 2     | Alexis Copello       | AZE  | 16,93     |
| 3     | Dimitris Tsiamis     | GRE  | 16,78     |
| 4     | Nazim Babayev        | AZE  | 16,76     |
| 5     | Pablo Torrijos       | ESP  | 16,74     |
| 6     | Nathan Douglas       | GBR  | 16,71     |
| 7     | Jean-Marc Pontvianne | FRA  | 16,61     |
| 8     | Tomáš Veszelka       | SVK  | 16,48     |

Finale: 12. August 2018, 19:55 Uhr

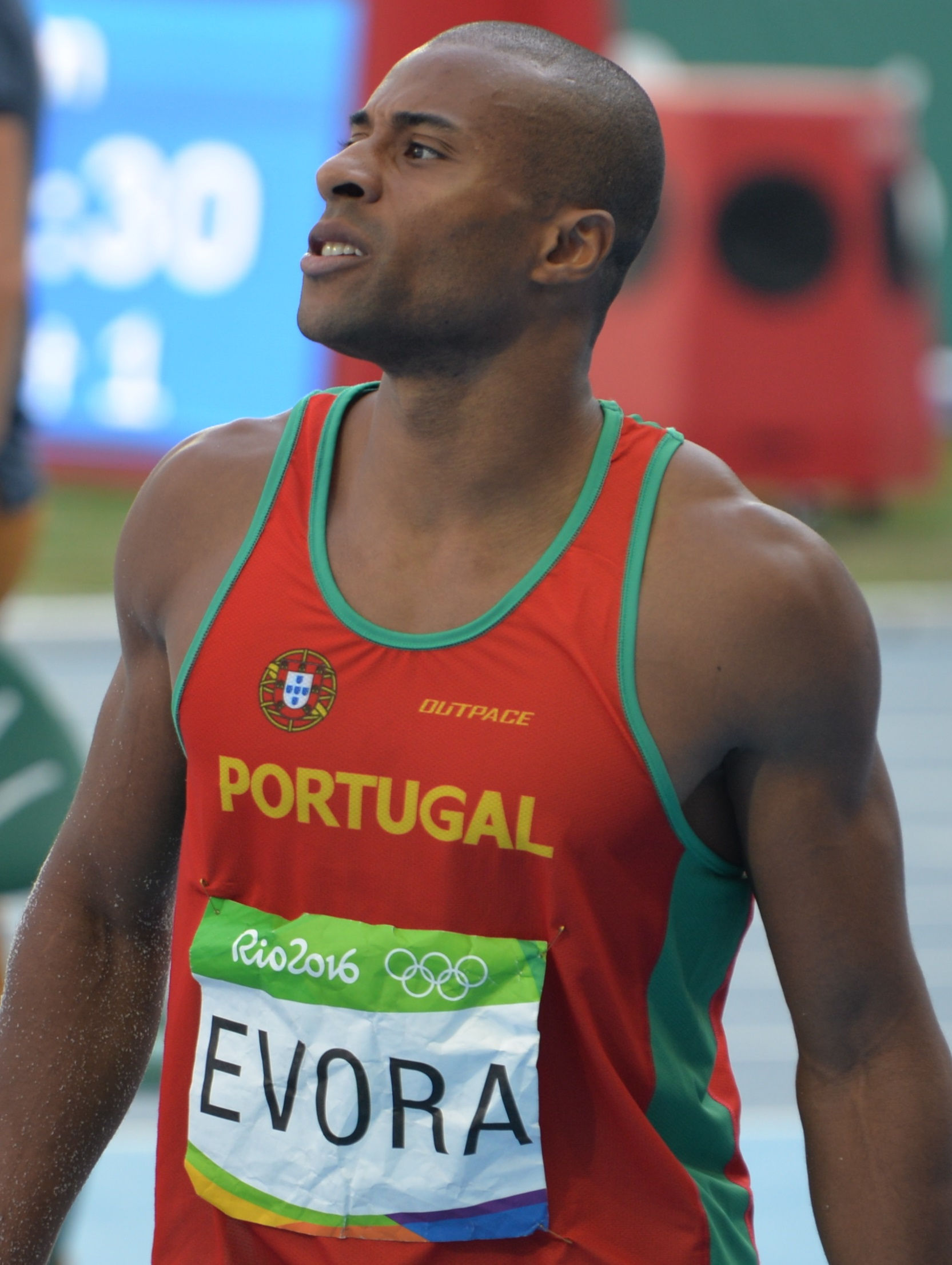
Europameister Nelson Évora

Teilnehmer aus deutschsprachigen Ländern:
In der Qualifikation ausgeschieden:
Max Heß  GER – Gruppe A, Platz 7 mit 16,32 m (Gesamtrang 15)

### Kugelstoßen
| Platz | Athlet            | Land | Weite (m)   |
| ----- | ----------------- | ---- | ----------- |
| 1     | Michał Haratyk    | POL  | 21,72000000 |
| 2     | Konrad Bukowiecki | POL  | 21,66 NU23R |
| 3     | David Storl       | GER  | 21,41000000 |
| 4     | Tomáš Staněk      | CZE  | 21,16000000 |
| 5     | Alexander Lesnoi  | ANA  | 21,04000000 |
| 6     | Bob Bertemes      | LUX  | 21,00 NR000 |
| 7     | Stipe Žunić       | CRO  | 20,73000000 |
| 8     | Maxim Afonin      | ANA  | 20,68000000 |

Finale: 7. August 2018, 20:33 Uhr

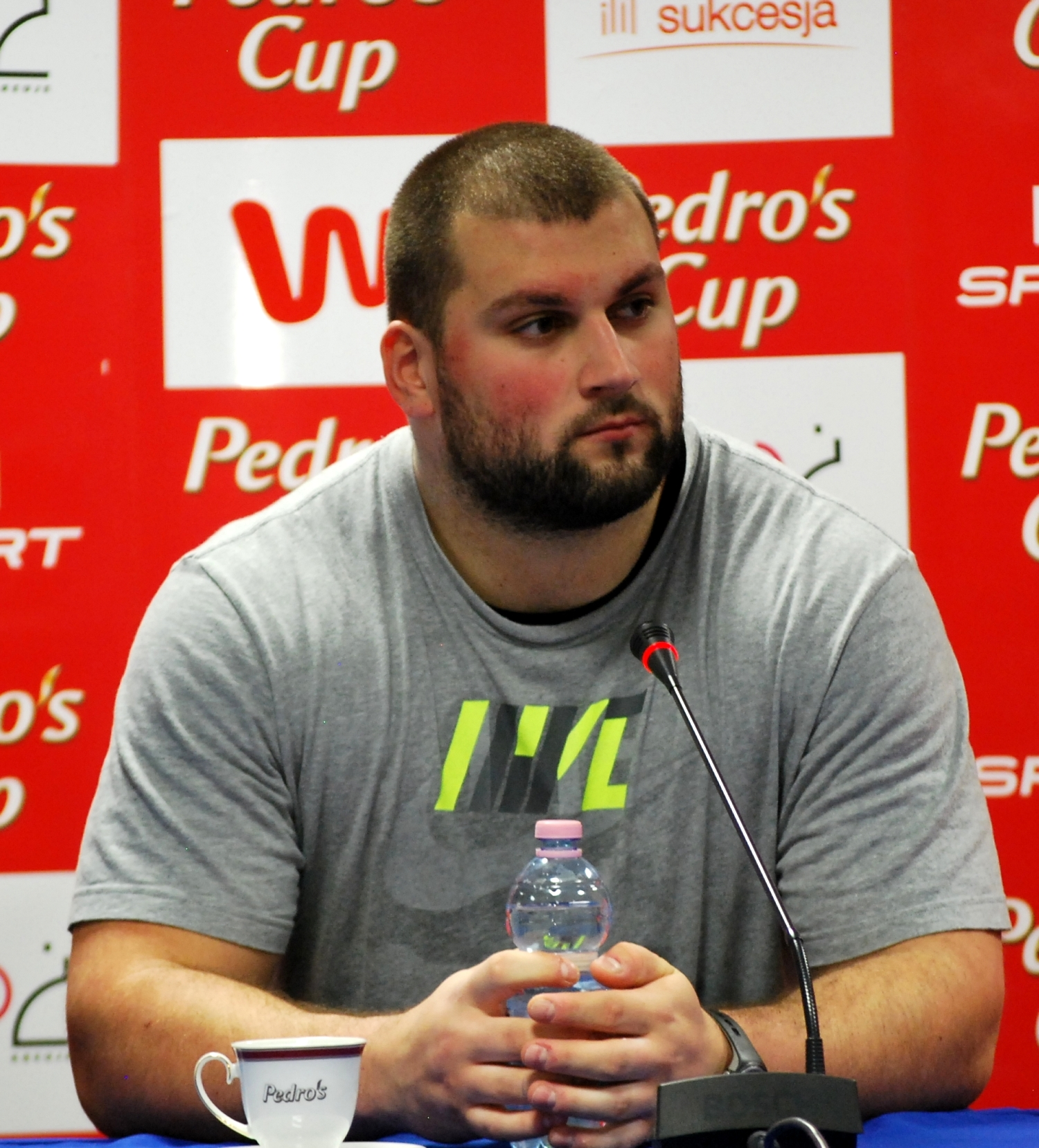
Michał Haratyk gewann das Kugelstoßen

Keine weiteren Teilnehmer aus deutschsprachigen Ländern

### Diskuswurf
| Platz | Athlet                   | Land | Weite (m) |
| ----- | ------------------------ | ---- | --------- |
| 1     | Andrius Gudžius          | LTU  | 68,46     |
| 2     | Daniel Ståhl             | SWE  | 68,23     |
| 3     | Lukas Weißhaidinger      | AUT  | 65,14     |
| 4     | Simon Pettersson         | SWE  | 64,55     |
| 5     | Gerd Kanter              | EST  | 64,34     |
| 6     | Robert Harting           | GER  | 64,33     |
| 7     | Alin Alexandru Firfirică | ROU  | 63,73     |
| 8     | Apostolos Parellis       | CYP  | 63,62     |

8. August 2018, 20:20 Uhr

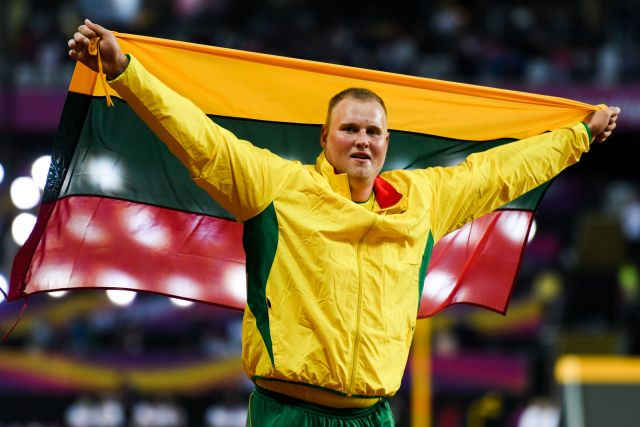
Europameister Andrius Gudžius

Weitere Teilnehmer aus deutschsprachigen Ländern:
In der Qualifikation ausgeschieden:
Daniel Jasinski  GER – Gruppe A: Platz 10 mit 60,10 m (Gesamtrang 16)
Christoph Harting  GER – Gruppe B: NM

### Hammerwurf
| Platz | Athlet           | Land | Weite (m) |
| ----- | ---------------- | ---- | --------- |
| 1     | Wojciech Nowicki | POL  | 80,12000  |
| 2     | Paweł Fajdek     | POL  | 78,69000  |
| 3     | Bence Halász     | HUN  | 77,36000  |
| 4     | Pawel Barejscha  | BLR  | 77,02000  |
| 5     | Eivind Henriksen | NOR  | 76,86 NR  |
| 6     | Iwan Zichan      | BLR  | 75,79000  |
| 7     | Hlib Piskunow    | UKR  | 74,62000  |
| 8     | Serghei Marghiev | MDA  | 74,47000  |

Finale: 7. August 2018, 18:45 Uhr

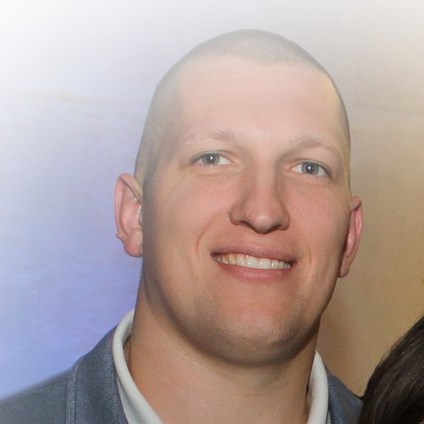
Wojciech Nowicki gewann mit dem einzigen Wurf über die 80-Meter-Marke hinaus

Keine Teilnehmer aus deutschsprachigen Ländern

### Speerwurf
| Platz | Athlet           | Land | Weite (m) |
| ----- | ---------------- | ---- | --------- |
| 1     | Thomas Röhler    | GER  | 89,47     |
| 2     | Andreas Hofmann  | GER  | 87,60     |
| 3     | Magnus Kirt      | EST  | 85,96     |
| 4     | Marcin Krukowski | POL  | 84,55     |
| 5     | Johannes Vetter  | GER  | 83,27     |
| 6     | Antti Ruuskanen  | FIN  | 81,70     |
| 7     | Andrian Mardare  | MDA  | 81,54     |
| 8     | Jakub Vadlejch   | CZE  | 80,64     |

9. August 2018, 20:22 Uhr

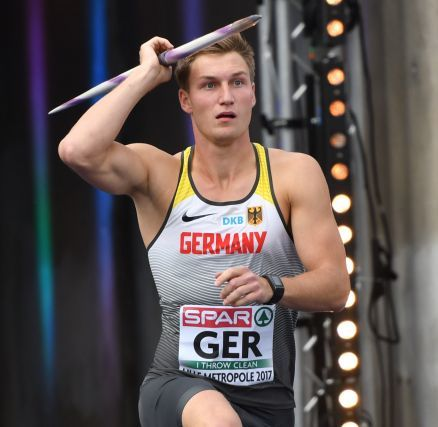
Europameister Thomas Röhler

Keine weiteren Teilnehmer aus deutschsprachigen Ländern

### Zehnkampf
| Platz | Athlet           | Land | Punkte |
| ----- | ---------------- | ---- | ------ |
| 1     | Arthur Abele     | GER  | 8431   |
| 2     | Ilja Schkurenjow | ANA  | 8321   |
| 3     | Wital Schuk      | BLR  | 8290   |
| 4     | Niklas Kaul      | GER  | 8220   |
| 5     | Tim Duckworth    | GBR  | 8160   |
| 6     | Martin Roe       | NOR  | 8131   |
| 7     | Pieter Braun     | NED  | 8105   |
| 8     | Jan Doležal      | CZE  | 8067   |

7./8. August 2018

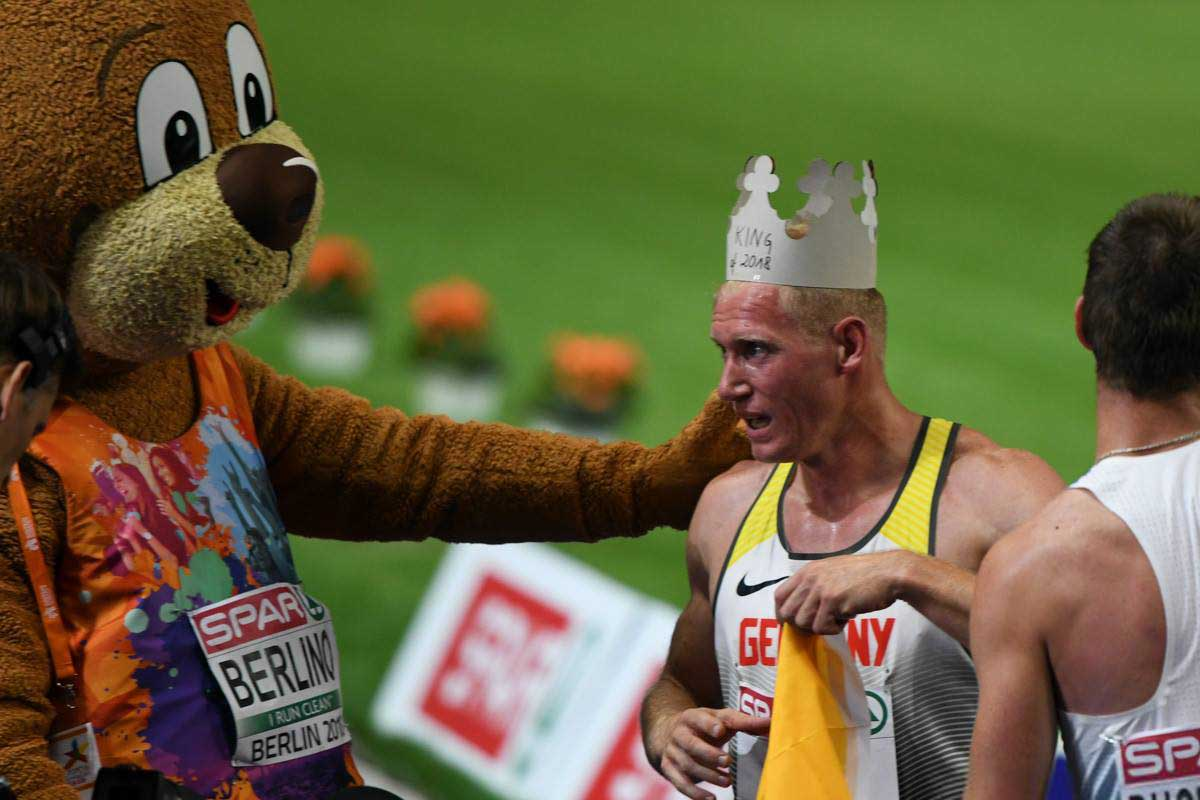
Arthur Abele nach seinem Sieg

Weitere Teilnehmer aus deutschsprachigen Ländern:
Dominik Distelberger  AUT: DNF

Mathias Brugger  GER: DNF

## Resultate Frauen

### 100 m
| Platz | Athletin               | Land | Zeit (s)     |
| ----- | ---------------------- | ---- | ------------ |
| 1     | Dina Asher-Smith       | GBR  | 10,85 WLe/NR |
| 2     | Gina Lückenkemper      | GER  | 10,98 EU23Re |
| 3     | Dafne Schippers        | NED  | 10,990000000 |
| 4     | Mujinga Kambundji      | SUI  | 11,050000000 |
| 5     | Jamile Samuel          | NED  | 11,140000000 |
| 6     | Imani Lansiquot        | GBR  | 11,140000000 |
| 7     | Carolle Zahi           | FRA  | 11,200000000 |
| 8     | Orlann Ombissa-Dzangue | FRA  | 11,290000000 |

7. August 2018, 21:30 Uhr / Wind: ±0,0 m/s

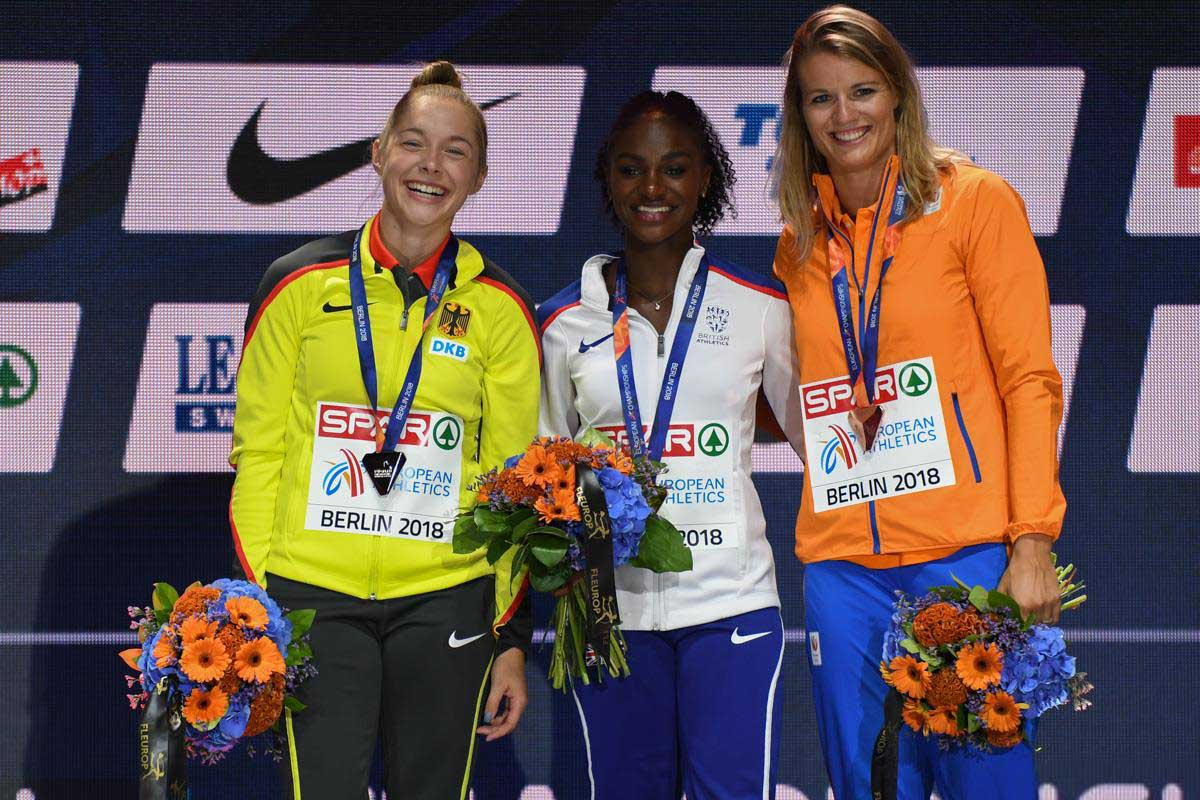
Siegerehrung über 100 Meter (v. l. n. r.): Gina Lückenkemper, Dina Asher-Smith, Dafne Schippers

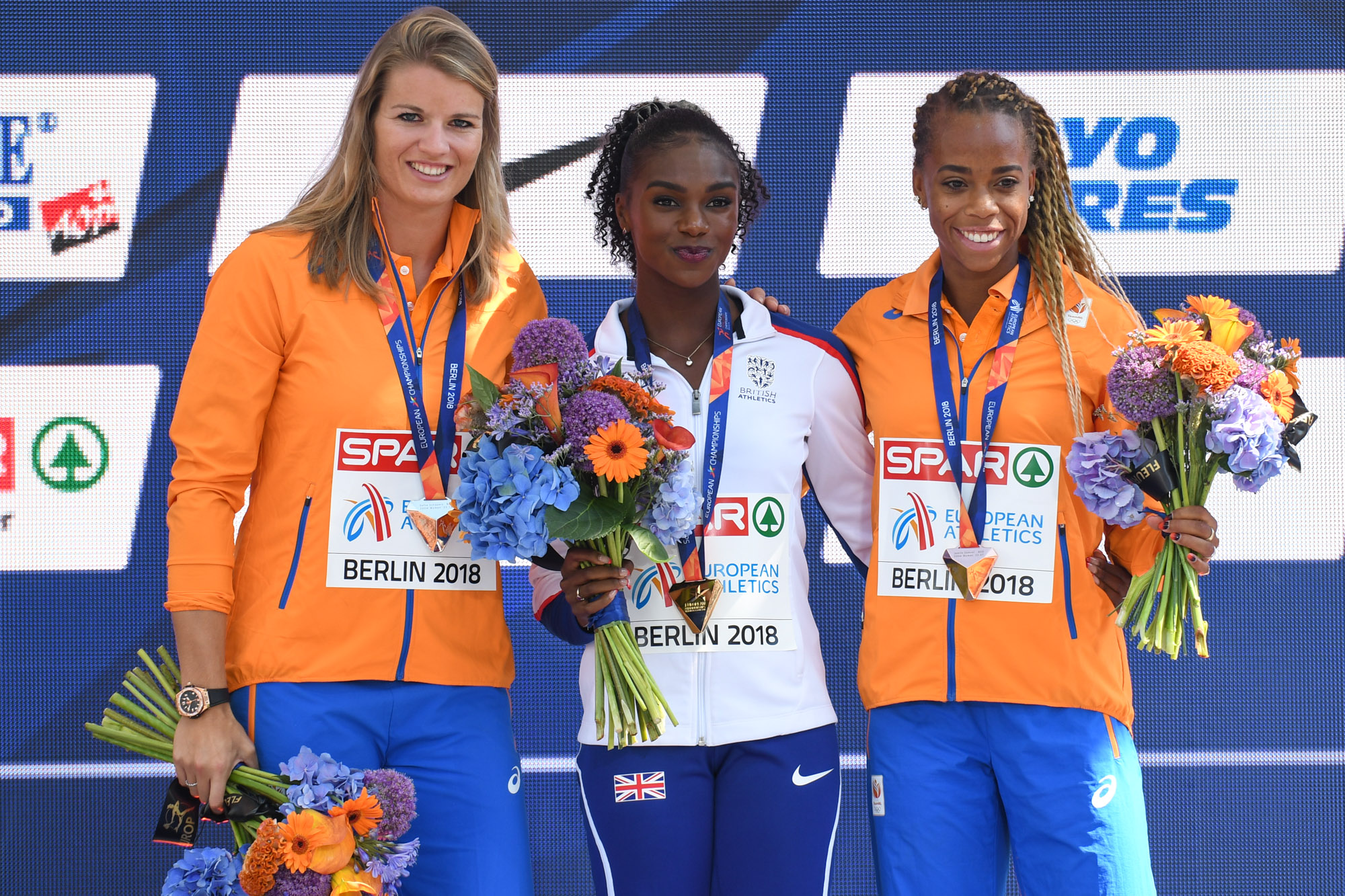
Die Medaillengewinnerinnen des 200-Meter-Laufs (v. l. n. r.): Dafne Schippers, Dina Asher-Smith, Jamile Samuel

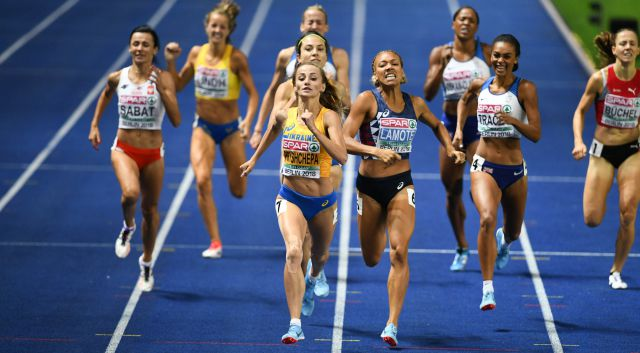
Die 800-Meter-Läuferinnen kurz vor dem Ziel

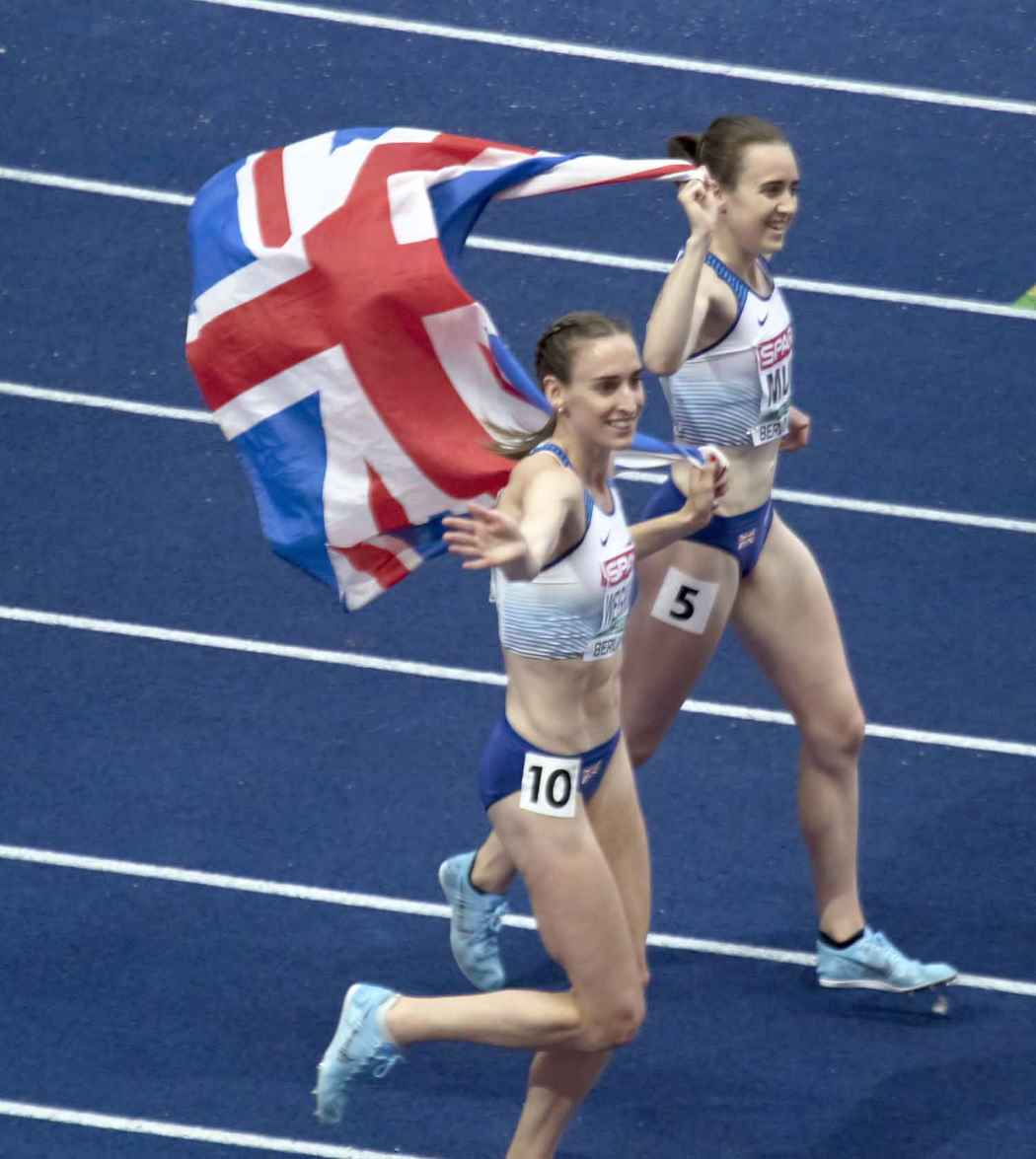
Ehrenrunde der Medaillengewinnerinnen Laura Muir, Siegerin (rechts) und Laura Weightman (Bronze)

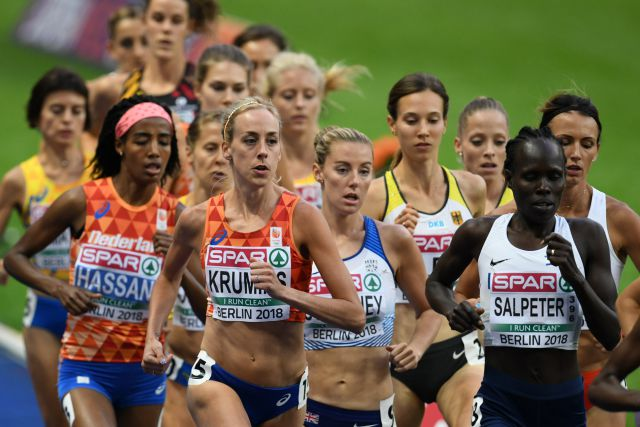
Das Feld der 5000-Meter-Läuferinnen

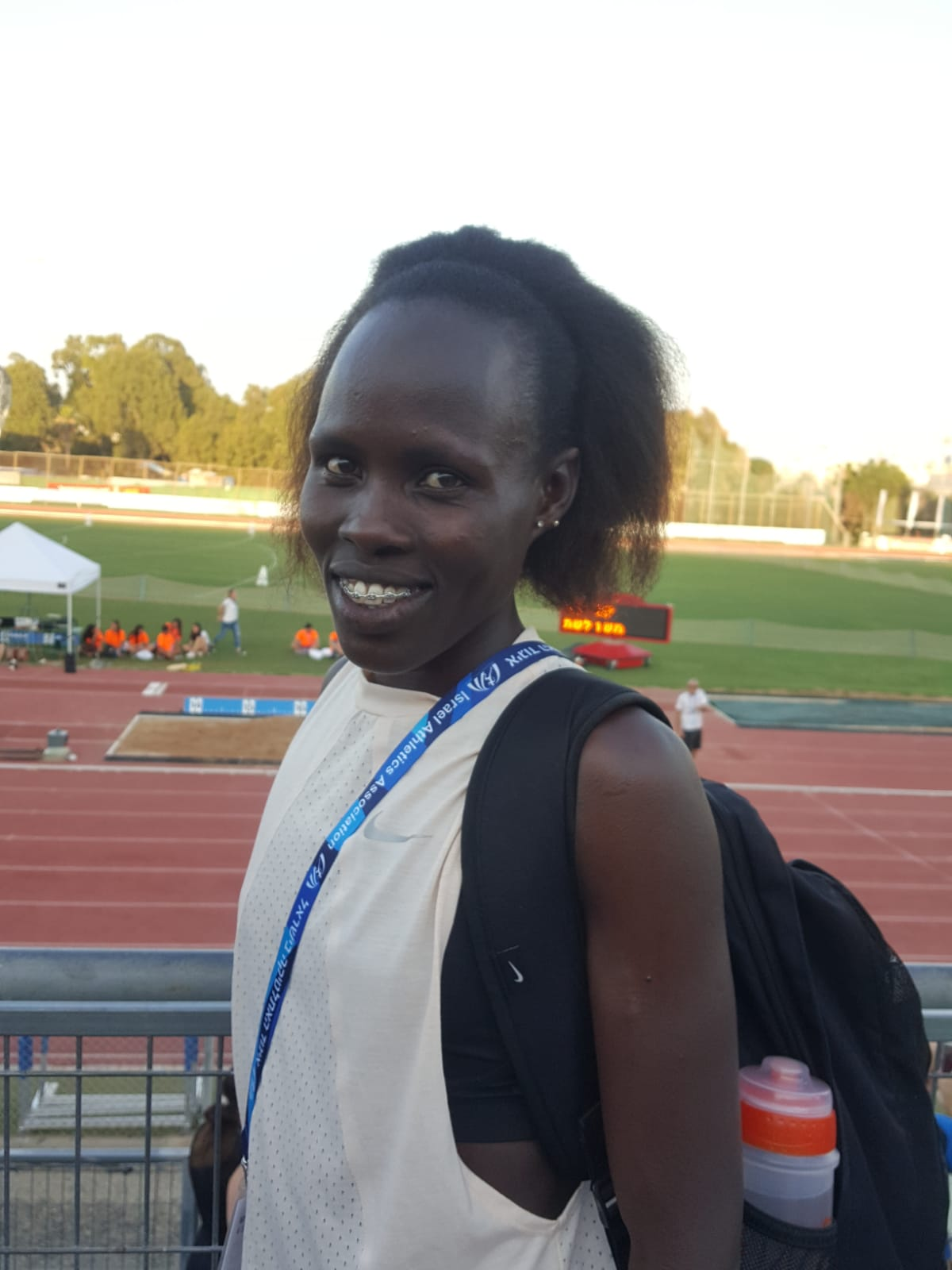
Die Siegerin Lona Chemtai Salpeter

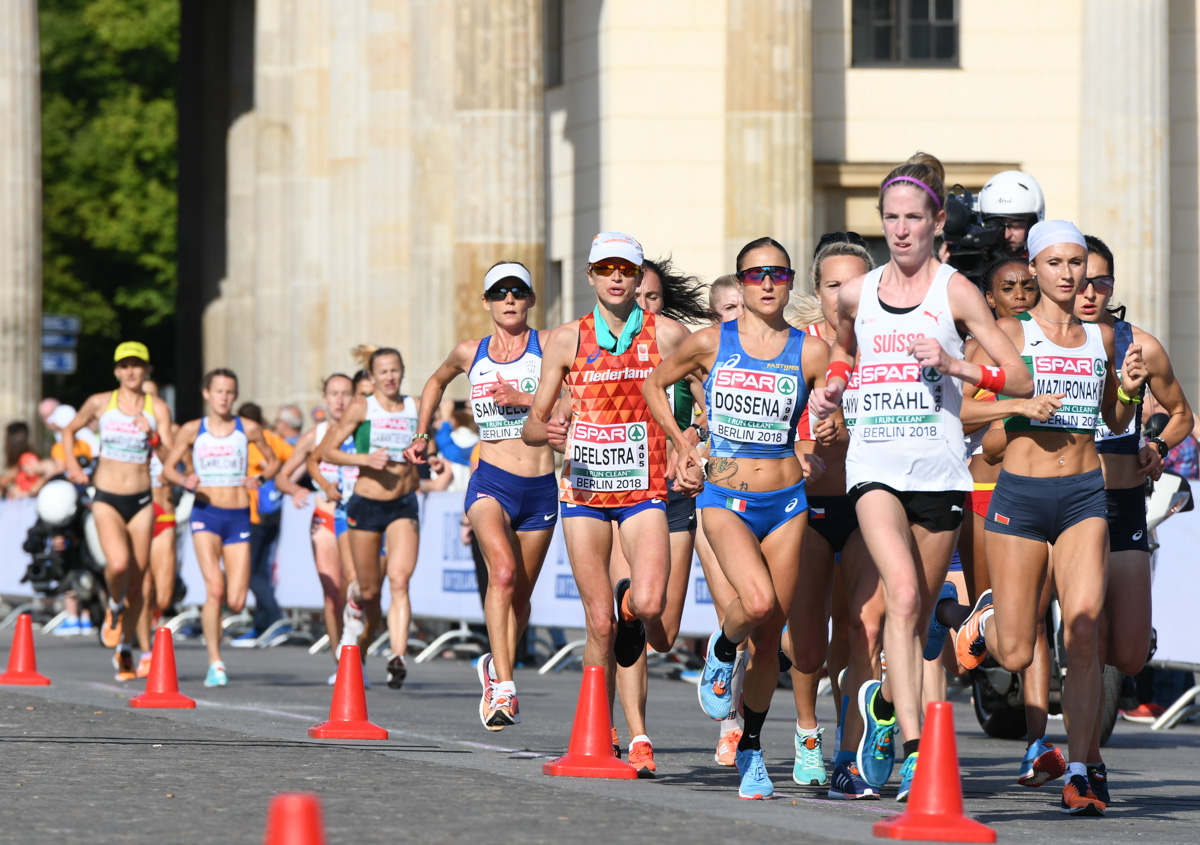
Die Marathonläuferinnen im Herzen Berlins

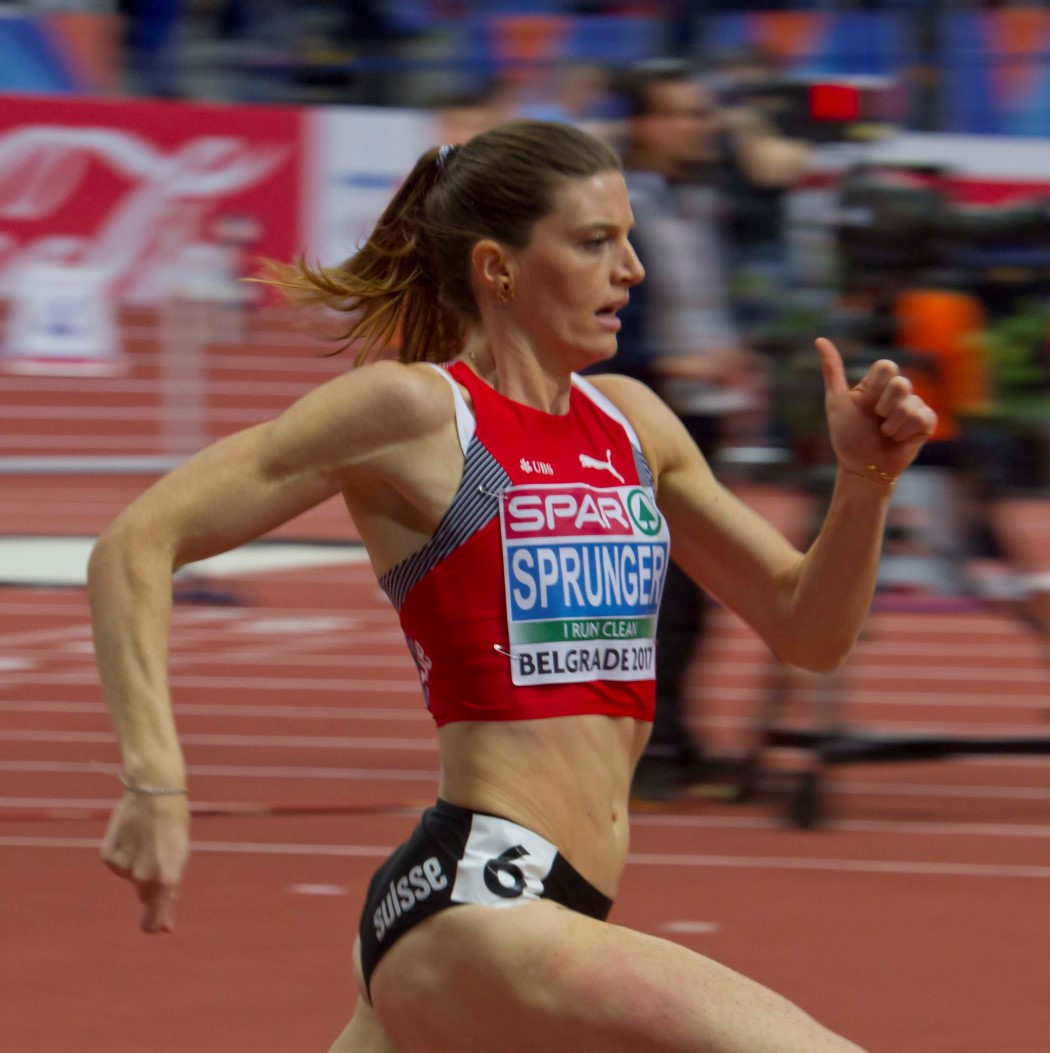
Europameisterin Léa Sprunger

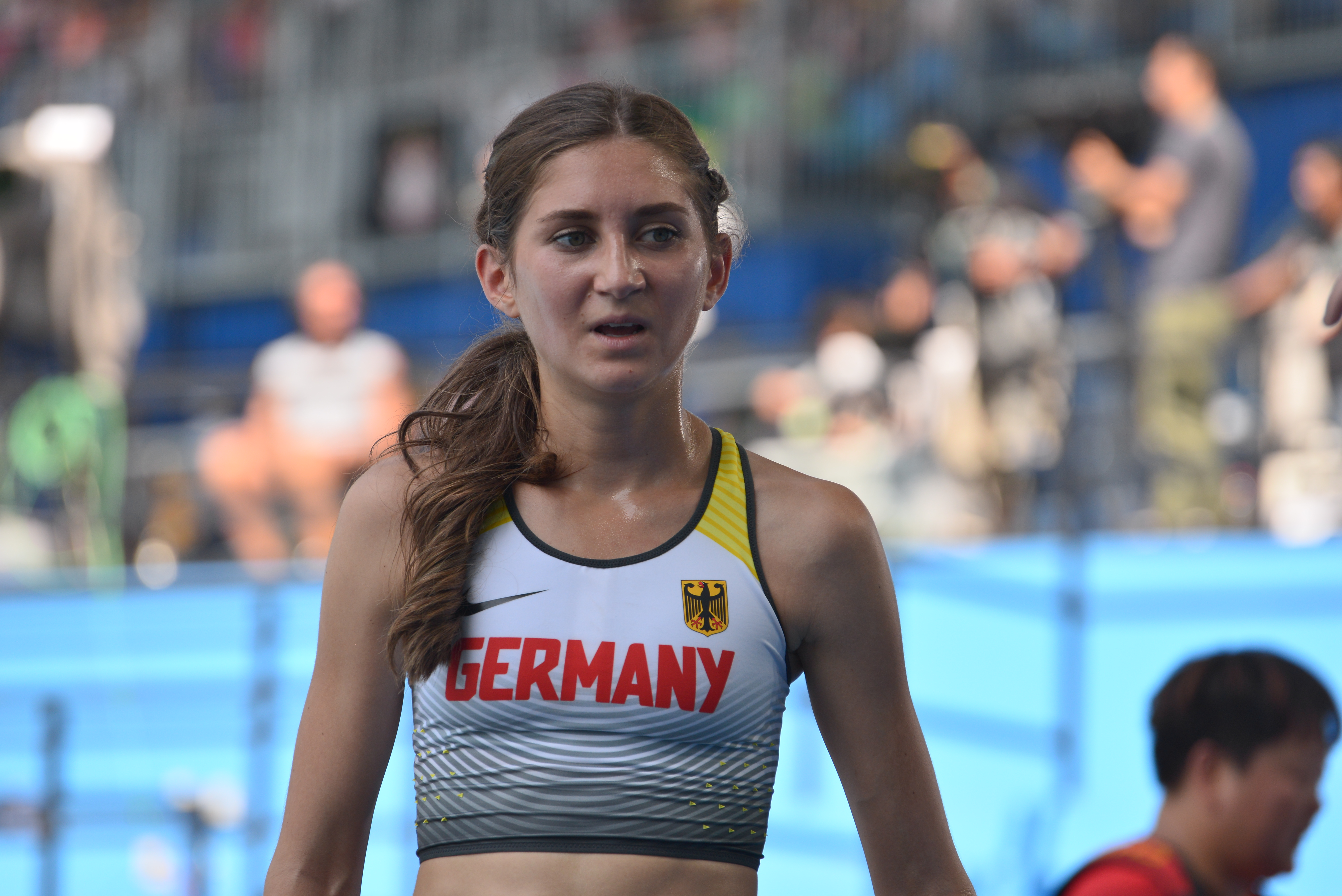
Gesa Felicitas Krause verteidigte ihren EM-Titel souverän

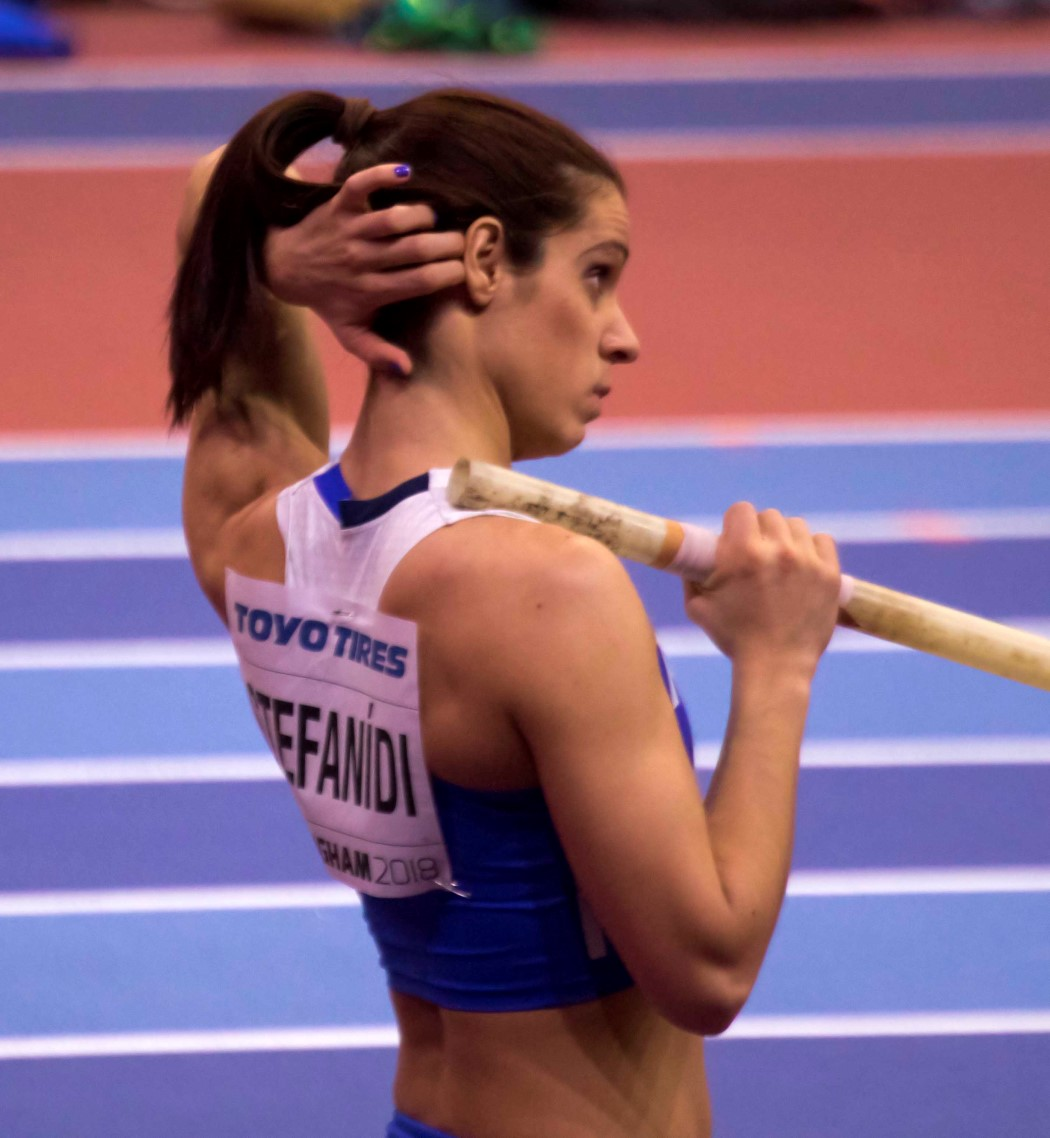
Die dominante Stabhochspringerin dieser Jahre Ekaterini Stefanidi wurde erneut Europameisterin

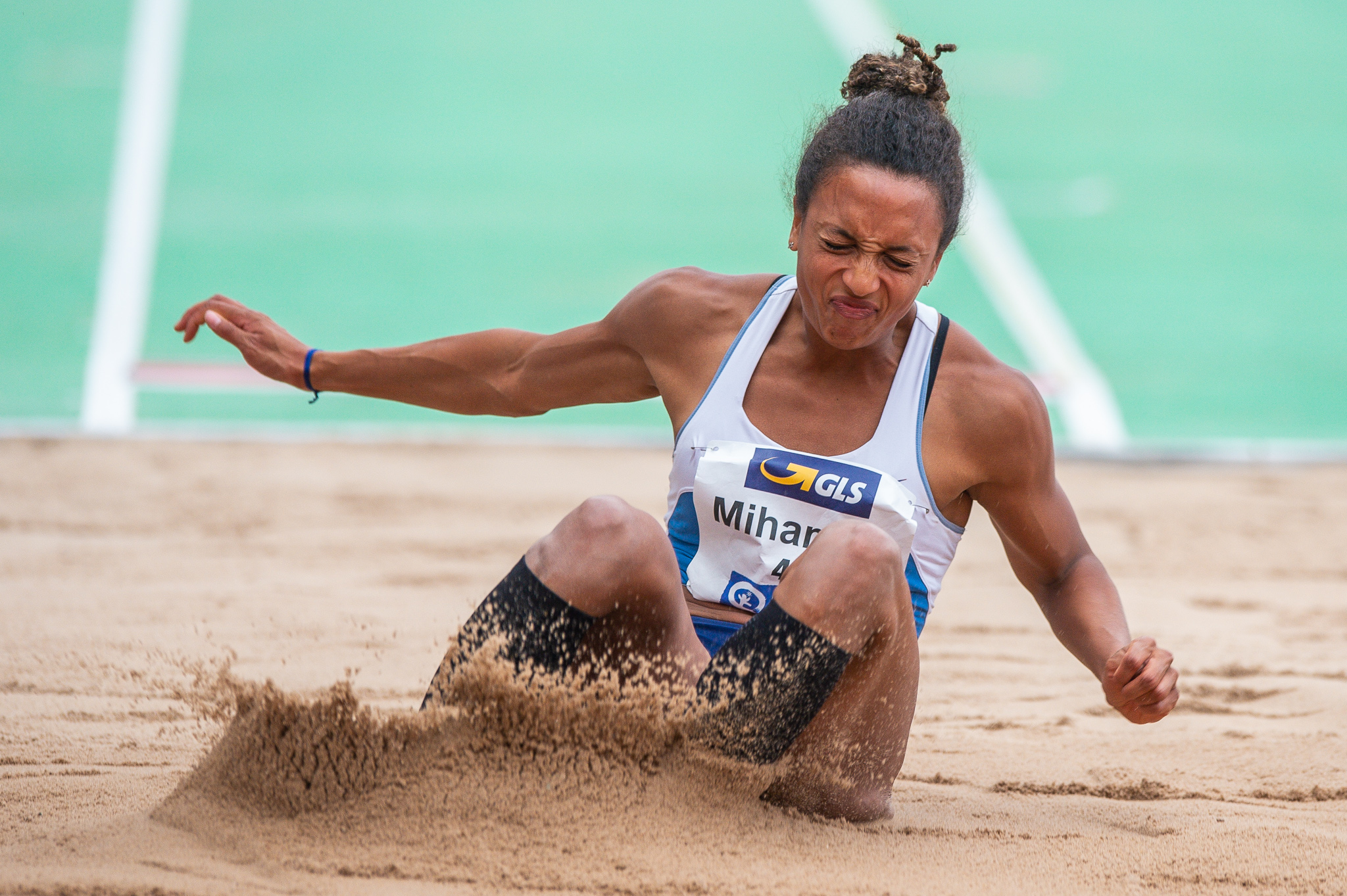
Mit ihrem dritten Sprung rettete sich Malaika Mihambo vor dem Ausscheiden im Vorkampf und wurde Europameisterin

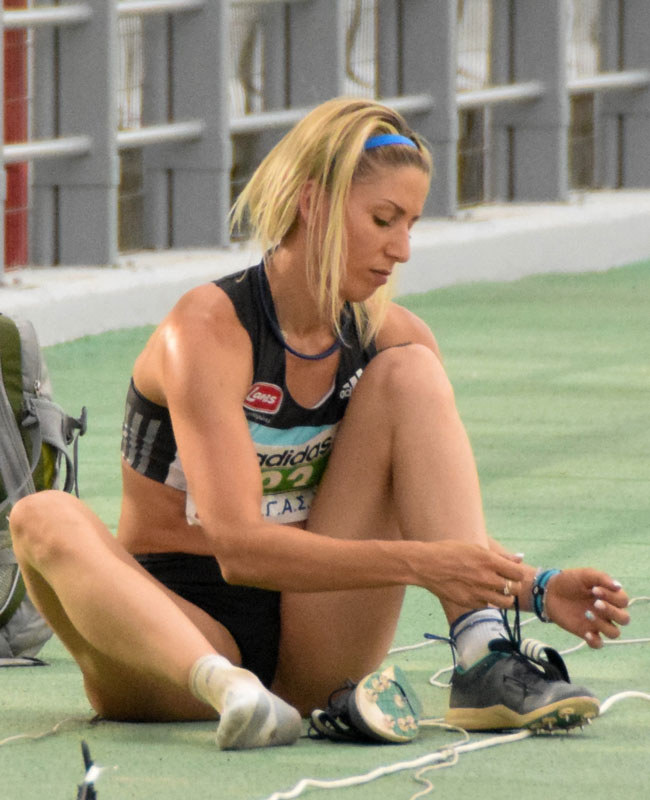
Sieg für Paraskevi Papachristou, EM-Dritte von 2016

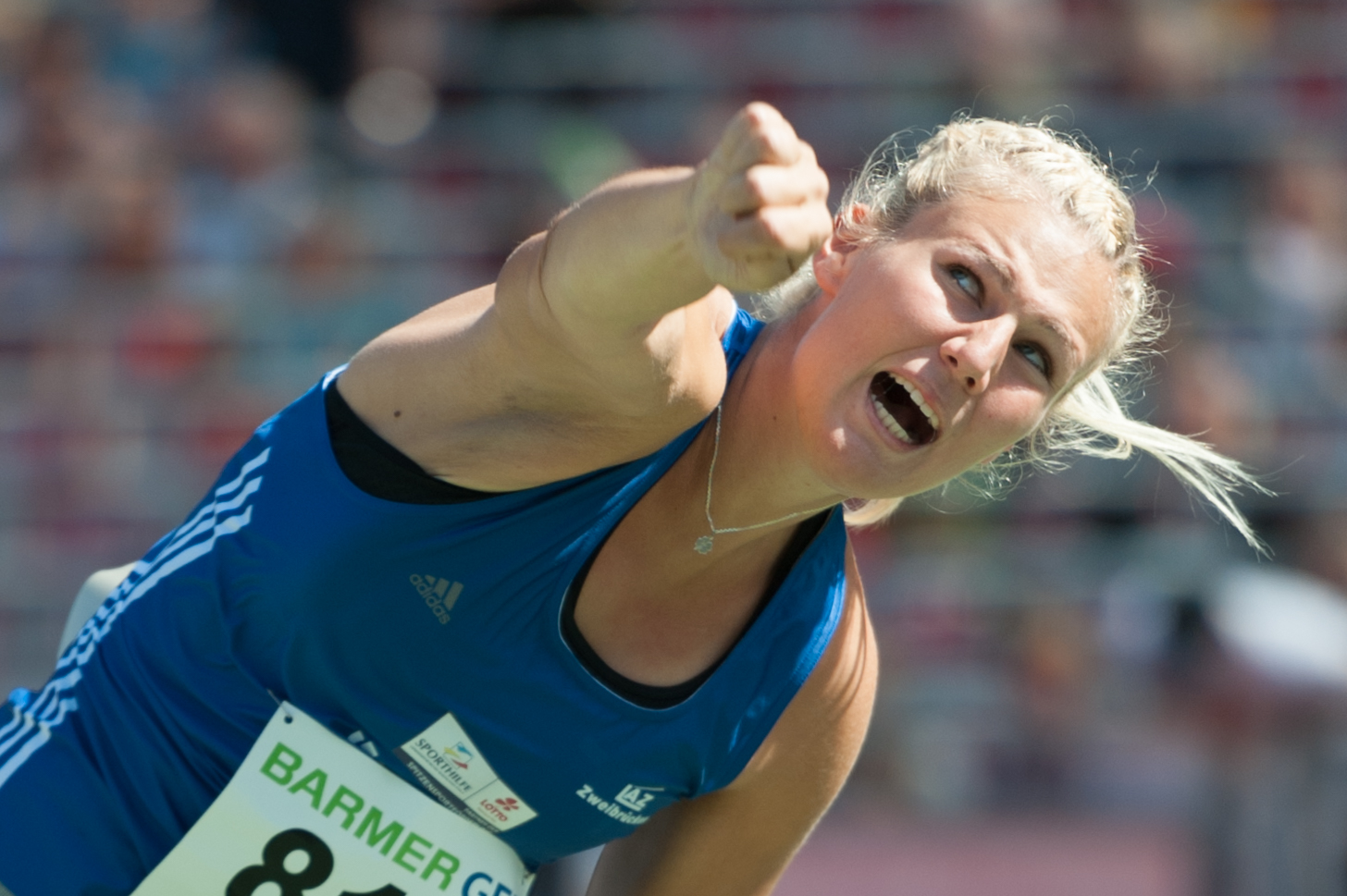
Europameisterin mit deutlichem Vorsprung: Christin Hussong

Weitere Teilnehmerinnen aus deutschsprachigen Ländern:

Im Halbfinale ausgeschieden:

Tatjana Pinto  GER – Lauf 2: Platz 3 in 11,26 s (Gesamtrang 9)
Lisa Marie Kwayie  GER – Lauf 3: Pl. 5 in 11,36 s (Gesamtrang 14)
Salomé Kora  SUI – Lauf 3: Platz 6 in 11,36 s (Gesamtrang 15)
Ajla Del Ponte  SUI – Lauf 1: Platz 5 in 11,38 s (Gesamtrang 17)

Im Vorlauf ausgeschieden:

Alexandra Toth  AUT – Lauf 2: Platz 7 in 11,69 s (Gesamtrang 30)

### 200 m
| Platz | Athletin           | Land | Zeit (s)    |
| ----- | ------------------ | ---- | ----------- |
| 1     | Dina Asher-Smith   | GBR  | 21,89 WL/NR |
| 2     | Dafne Schippers    | NED  | 22,14000000 |
| 3     | Jamile Samuel      | NED  | 22,37000000 |
| 4     | Mujinga Kambundji  | SUI  | 22,45000000 |
| 5     | Iwet Lalowa-Collio | BUL  | 22,82000000 |
| 6     | Bianca Williams    | GBR  | 22,88000000 |
| 7     | Beth Dobbin        | GBR  | 22,93000000 |
| 8     | Laura Müller       | GER  | 23,08000000 |

11. August 2018, 20:45 Uhr / Wind: +0,2 m/s
Weitere Teilnehmerinnen aus deutschsprachigen Ländern:
Im Halbfinale ausgeschieden:
Sarah Atcho  SUI – Lauf 2: Platz 3 in 22,88 s (Gesamtrang 9)
Jessica-Bianca Wessolly  GER – Lauf 3: Platz 4 in 23,26 s (Gesamtrang 12)
Rebekka Haase  GER – Lauf 2: Platz 6 in 23,42 s (Gesamtrang 17)
Cornelia Halbheer  SUI – Lauf 1: Platz 8 in 23,98 s (Gesamtrang 23)

### 400 m
| Platz | Athletin               | Land | Zeit (s) |
| ----- | ---------------------- | ---- | -------- |
| 1     | Justyna Święty-Ersetic | POL  | 50,41 EL |
| 2     | Maria Belimbasaki      | GRE  | 50,45 NR |
| 3     | Lisanne de Witte       | NED  | 50,77 NR |
| 4     | Laviai Nielsen         | GBR  | 51,21000 |
| 5     | Iga Baumgart-Witan     | POL  | 51,24000 |
| 6     | Agnė Šerkšnienė        | LTU  | 51,42000 |
| 7     | Floria Gueï            | FRA  | 51,57000 |
| 8     | Madiea Ghafoor         | NED  | 51,57000 |

Finale: 11. August 2018, 20:12 Uhr

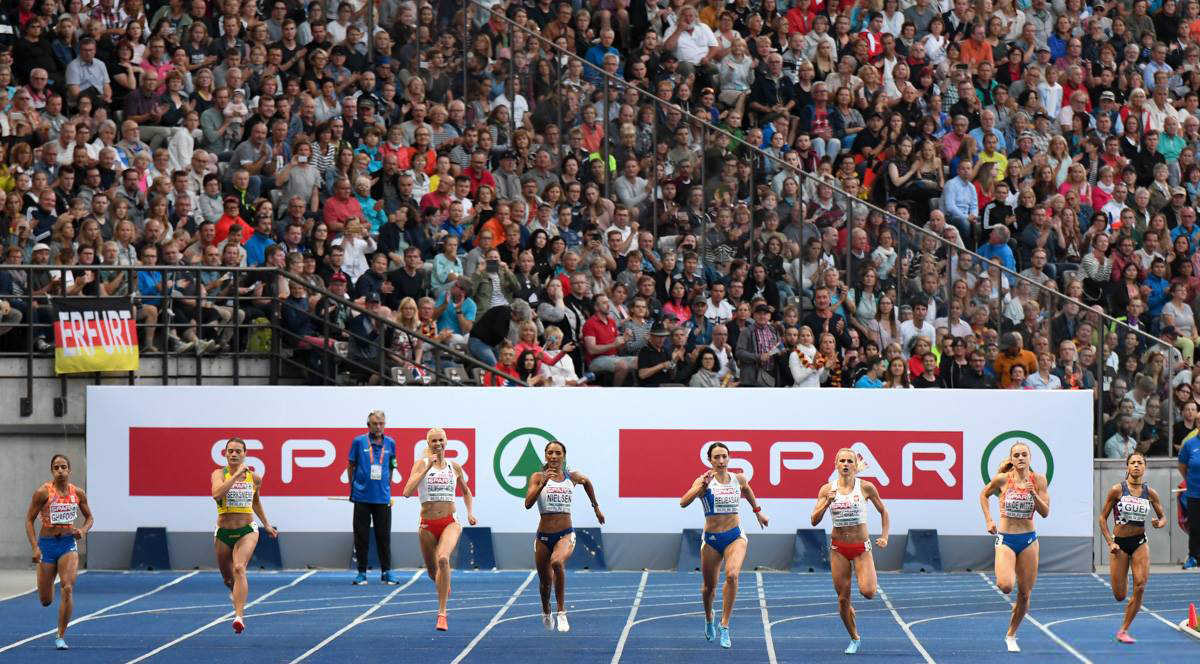
Die Läuferinnen auf der Zielgerade

Teilnehmerin aus deutschsprachigen Ländern:
Im Vorlauf ausgeschieden:
Nadine Gonska  GER – Lauf 2: Platz 5 in 52,54 s (Gesamtrang 25)

### 800 m
| Platz | Athletin               | Land | Zeit (min) |
| ----- | ---------------------- | ---- | ---------- |
| 1     | Natalija Pryschtschepa | UKR  | 2:00,38    |
| 2     | Rénelle Lamote         | FRA  | 2:00,62    |
| 3     | Olha Ljachowa          | UKR  | 2:00,79    |
| 4     | Adelle Tracey          | GBR  | 2:00,86    |
| 5     | Anna Sabat             | POL  | 2:01,26    |
| 6     | Lynsey Sharp           | GBR  | 2:01,83    |
| 7     | Selina Büchel          | SUI  | 2:02,05    |
| 8     | Shelayna Oskan-Clarke  | GBR  | 2:02,26    |

Finale: 10. August 2018, 21:20 Uhr
Weitere Teilnehmerinnen aus deutschsprachigen Ländern:
Im Halbfinale ausgeschieden:
Lore Hoffmann  SUI – Lauf 2: Platz 7 in 2:01,67 min (Gesamtrang 11)
Christina Hering  GER – Lauf 1: Platz 6 in 2:04,04 min (Gesamtrang 14)

### 1500 m
| Platz | Athletin            | Land | Zeit (min) |
| ----- | ------------------- | ---- | ---------- |
| 1     | Laura Muir          | GBR  | 4:02,32    |
| 2     | Sofia Ennaoui       | POL  | 4:03,08    |
| 3     | Laura Weightman     | GBR  | 4:03,75    |
| 4     | Ciara Mageean       | IRL  | 4:04,63    |
| 5     | Simona Vrzalová     | CZE  | 4:06,47    |
| 6     | Marta Pen           | POR  | 4:06,54    |
| 7     | Hanna Hermansson    | SWE  | 4:07,16    |
| 8     | Darja Baryssewitsch | BLR  | 4:07,52    |

Finale: 12. August 2018, 20:00 Uhr
Teilnehmerinnen aus deutschsprachigen Ländern:
Im Vorlauf ausgeschieden:
Caterina Granz  GER – Lauf 2: Platz 9 in 4:11,46 min (Gesamtrang 18)
Diana Sujew  GER – Lauf 1: Platz 10 in 4:12,08 min (Gesamtrang 19)
Delia Sclabas  SUI – Lauf 2: Platz 10 in 4:13,47 min (Gesamtrang 21)

### 5000 m
| Platz | Athletin                | Land | Zeit (min)  |
| ----- | ----------------------- | ---- | ----------- |
| 1     | Sifan Hassan            | NED  | 14:46,12 CR |
| 2     | Eilish McColgan         | GBR  | 14:53,05000 |
| 3     | Yasemin Can             | TUR  | 14:57,63000 |
| 4     | Konstanze Klosterhalfen | GER  | 15:03,73000 |
| 5     | Melissa Courtney        | GBR  | 15:04,75000 |
| 6     | Susan Krumins           | NED  | 15:09,65000 |
| 7     | Ancuța Bobocel          | ROU  | 15:16,13000 |
| 8     | Maureen Koster          | NED  | 15:21,64000 |

12. August 2018, 20:15 Uhr
Weitere Teilnehmerinnen aus deutschsprachigen Ländern:
Denise Krebs  GER – Platz 14 in 16:07,98 min
Hanna Klein  GER – DNF
Nada Ina Pauer  AUT – DSQ (IWR 163, TR17.3 – Bahnübertreten)

### 10.000 m
| Platz | Athletin               | Land | Zeit (min) |
| ----- | ---------------------- | ---- | ---------- |
| 1     | Lonah Chemtai Salpeter | ISR  | 31:43,29   |
| 2     | Susan Krumins          | NED  | 31:52,55   |
| 3     | Alina Reh              | GER  | 32:28,48   |
| 4     | Yasemin Can            | TUR  | 32:34,34   |
| 5     | Alice Wright           | GBR  | 32:36,45   |
| 6     | Charlotta Fougberg     | SWE  | 32:43,04   |
| 7     | Swjatlana Kudselitsch  | BLR  | 32:46,34   |
| 8     | Maitane Melero Lacasia | ESP  | 32:52,59   |

8. August 2018, 20:40 Uhr
Weitere Teilnehmerinnen aus deutschsprachigen Ländern:
Natalie Tanner  GER – Platz 13 in 33:22,21 min
Anna Gehring  GER – DNF
Doping:

In diesem Wettbewerb gab es einen Dopingfall. Die zunächst drittplatzierte Schwedin Meraf Bahta wurde im Jahr 2019 wegen Verstößen gegen die Antidopingbestimmungen für ein Jahr gesperrt. Ihre Medaille wurde ihr später aberkannt.

### Marathon, Einzelwertung
| Platz | Athletin              | Land | Zeit (h)   |
| ----- | --------------------- | ---- | ---------- |
| 1     | Wolha Masuronak       | BLR  | 2:26:22000 |
| 2     | Clémence Calvin       | FRA  | 2:26:28000 |
| 3     | Eva Vrabcová-Nývltová | CZE  | 2:26:31 NR |
| 4     | Maryna Damanzewitsch  | BLR  | 2:27:44000 |
| 5     | Nastassja Iwanowa     | BLR  | 2:27:49000 |
| 6     | Sara Dossena          | ITA  | 2:27:53000 |
| 7     | Martina Strähl        | SUI  | 2:28:07000 |
| 8     | Catherine Bertone     | ITA  | 2:30:06000 |

12. August 2018, 9:05 Uhr
Weitere Teilnehmerinnen aus deutschsprachigen Ländern:
Fabienne Amrhein  GER – Platz 11 in 2:33:44 h
Katharina Heinig  GER – Platz 16 in 2:35:00 h
Laura Hrebec  SUI – Platz 28 in 2:39:03 h
Karoline Moen Guidon  SUI – Platz 39 in 2:46:56 h
Laura Hottenrott  GER – DNF

### Marathon, Mannschaftswertung – Marathon Cup
| Platz | Land           | Athletinnen                                                                          | Zeit (h)   |
| ----- | -------------- | ------------------------------------------------------------------------------------ | ---------- |
| 1     | Belarus        | Wolha Masuronak – 2:26:22 Maryna Damanzewitsch – 2:27:44 Nastassja Iwanowa – 2:27:49 | 7:21:54 CR |
| 2     | Italien        | Sara Dossena – 2:27:53 Catherine Bertone – 2:30:06 Fatna Maraoui – 2:34:48           | 7:32:46000 |
| 3     | Spanien        | Trihas Gebre – 2:32:13 Nina Sawina – 2:34:00 Elena Loyo – 2:37:54                    | 7:44:06000 |
| 4     | Großbritannien | Tracy Barlow – 2:35:00 Sonia Samuels – 2:37:36 Caryl Jones – 2:40:41                 | 7:53:16000 |
| 5     | Schweiz        | Martina Strähl – 2:28:07 Laura Hrebec – 2:39:03 Karoline Moen Guidon – 2:46:56       | 7:54:04000 |
| 6     | Schweden       | Mikaela Larsson – 2:45:06 Hanna Lindholm – 2:37:44 Malin Starfelt – 2:42:32          | 7:55:21000 |
| 7     | Ukraine        | Olha Kotowska – 2:35:56 Darja Mychajlowa – 2:38:30 Wjera Owtscharuk – 2:46:56        | 8:01:10000 |
| 8     | Irland         | Lizzie Lee – 2:40:29 Breege Connolly – 2:41:53 Gladys Ganiel O’Neill – 2:42:42       | 8:04:46000 |

12. August 2018, 9:05 Uhr
In die Wertung kamen die jeweils drei besten Läuferinnen eines Landes, deren Zeiten addiert wurden und so zum Resultat führten. Der Wettbewerb wurde in der offiziellen Medaillenwertung nicht mitgezählt.
Weitere Teams aus deutschsprachigen Ländern:
 Deutschland DNF (nur zwei Teilnehmerinnen im Ziel)

(Fabienne Amrhein – 2:33:44 (11.) / Katharina Heinig – 2:35:00 (16.) / Laura Hottenrott – DNF)

### 100 m Hürden
| Platz | Athletin          | Land | Zeit (s)                                          |
| ----- | ----------------- | ---- | ------------------------------------------------- |
| 1     | Elwira Herman     | BLR  | 0012,67                                           |
| 2     | Pamela Dutkiewicz | GER  | 0012,72                                           |
| 3     | Cindy Roleder     | GER  | 0012,77                                           |
| 4     | Nadine Visser     | NED  | 0012,88                                           |
| 5     | Ricarda Lobe      | GER  | 0013,00                                           |
| 6     | Karolina Kołeczek | POL  | 0013,11                                           |
| DSQ   | Solène Ndama      | FRA  | IWR 168, TR22.6 – in die vorletzte Hürde getreten |
| DSQ   | Alina Talaj       | BLR  | IWR 168, TR22.6 – in die vorletzte Hürde getreten |

Finale: 9. August 2018, 21:50 Uhr / Wind: −0,5 m/s

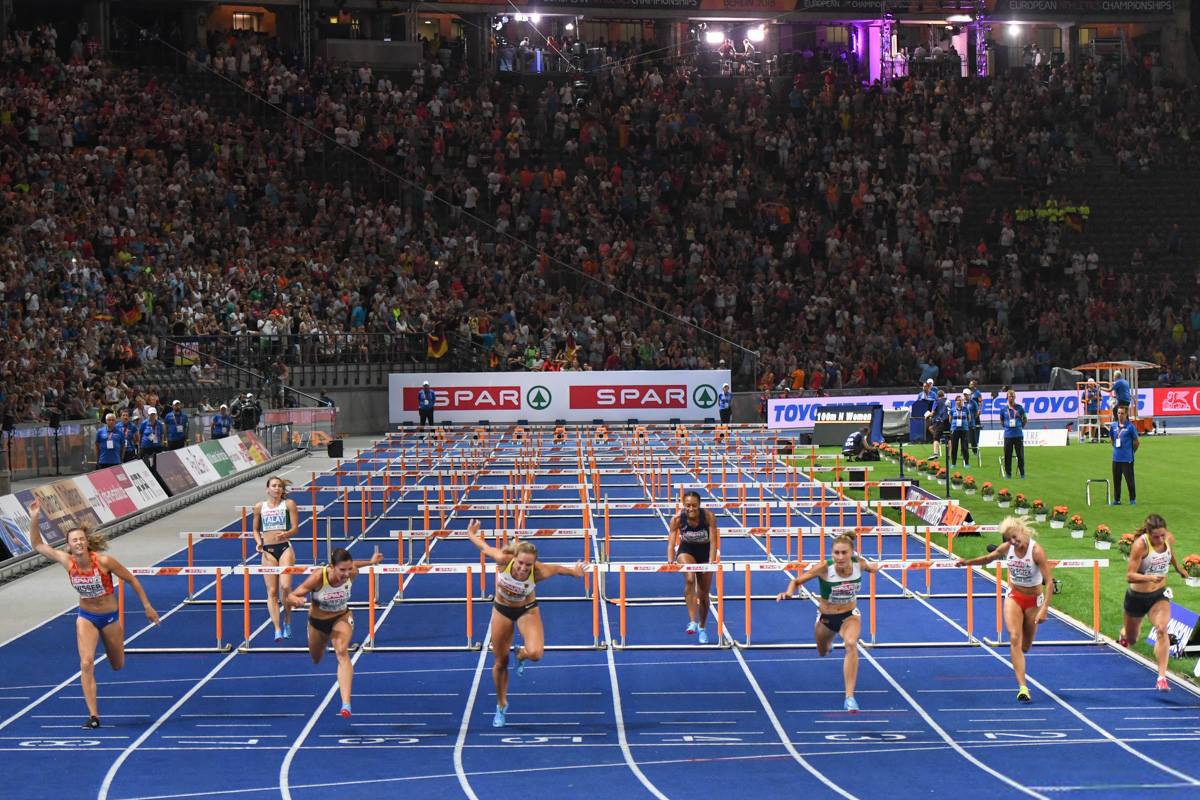
Zieleinlauf über 100 Meter Hürden

Weitere Teilnehmerinnen aus deutschsprachigen Ländern:
Im Halbfinale ausgeschieden:
Beate Schrott  AUT – Lauf 2: Platz 8 in 13,23 s (Gesamtrang 21)
Stephanie Bendrat  AUT – Lauf 3: Platz 8 in 13,43 s (Gesamtrang 23)
Im Vorlauf ausgeschieden:
Franziska Hofmann  GER – Lauf 3: Platz 5 in 13,23 s (Gesamtrang 25)

### 400 m Hürden
| Platz | Athletin            | Land | Zeit (s) |
| ----- | ------------------- | ---- | -------- |
| 1     | Léa Sprunger        | SUI  | 54,33 EL |
| 2     | Hanna Ryschykowa    | UKR  | 54,51000 |
| 3     | Meghan Beesley      | GBR  | 55,31000 |
| 4     | Hanne Claes         | BEL  | 55,75000 |
| 5     | Yadisleidy Pedroso  | ITA  | 55,80000 |
| 6     | Wera Rudakowa       | ANA  | 55,89000 |
| 7     | Wiktorija Tkatschuk | UKR  | 56,15000 |
| 8     | Eilidh Doyle        | GBR  | 56,23000 |

Finale: 10. August 2018, 20:50 Uhr
Weitere Teilnehmerinnen aus deutschsprachigen Ländern:
Im Halbfinale ausgeschieden:
Robine Schürmann  SUI – Lauf 1: Platz 4 in 55,89 s (Gesamtrang 12)
Yasmin Giger  SUI – Lauf 3: Platz 6 in 56,81 s (EU20R) (Gesamtrang 17)

### 3000 m Hindernis
| Platz | Athletin                  | Land | Zeit (min) |
| ----- | ------------------------- | ---- | ---------- |
| 1     | Gesa Felicitas Krause     | GER  | 9:19,80000 |
| 2     | Fabienne Schlumpf         | SUI  | 9:22,29000 |
| 3     | Karoline Bjerkeli Grøvdal | NOR  | 9:24,46000 |
| 4     | Luiza Gega                | ALB  | 9:24,78000 |
| 5     | Adva Cohen                | ISR  | 9:29,74 NR |
| 6     | Elena Burkard             | GER  | 9:29,76000 |
| 7     | Anna Emilie Møller        | DEN  | 9:31,66 NR |
| 8     | Irene Sánchez-Escribano   | ESP  | 9:31,84000 |

Finale: 12. August 2018, 20:55 Uhr
Weitere Teilnehmerinnen aus deutschsprachigen Ländern:
Im Vorlauf ausgeschieden:
Jana Sussmann  GER Lauf 2: Platz 9 in 9:41,18 min (Gesamtrang 18)
Chiara Scherrer  SUI Lauf 1: Platz 10 in 9:47,46 min (Gesamtrang 21)
Antje Möldner-Schmidt  GER Lauf 1: Pl. 14 in 9:52,79 min (Gesamtrang 27)

### 4 × 100 m Staffel
| Platz | Land           | Athletinnen                                                                                             | Zeit (s) |
| ----- | -------------- | --- | -------- |
| 1     | Großbritannien | Asha Philip Imani Lansiquot Bianca Williams Dina Asher-Smith (Finale) im Vorlauf außerdem: Daryll Neita | 41,88 WL |
| 2     | Niederlande    | Dafne Schippers Marije van Hunenstijn Jamile Samuel Naomi Sedney                                        | 42,15000 |
| 3     | Deutschland    | Lisa-Marie Kwayie Gina Lückenkemper Tatjana Pinto Rebekka Haase                                         | 42,23000 |
| 4     | Schweiz        | Ajla Del Ponte Sarah Atcho Mujinga Kambundji Salomé Kora                                                | 42,30000 |
| 5     | Frankreich     | Orlann Ombissa-Dzangue Stella Akakpo Jennifer Galais Carolle Zahi                                       | 43,10000 |
| 6     | Polen          | Kamila Ciba Anna Kiełbasińska Martyna Kotwiła Ewa Swoboda                                               | 43,34000 |
| 7     | Italien        | Johanelis Herrera Abreu Gloria Hooper Irene Siragusa Audrey Alloh                                       | 43,42000 |
| 8     | Spanien        | María Isabel Pérez Estela García Paula Sevilla Cristina Lara                                            | 43,54000 |

Finale: 12. August 2018, 21:20 Uhr
Keine weiteren Staffeln aus deutschsprachigen Ländern

### 4 × 400 m Staffel
| Platz | Land           | Athletinnen | Zeit (s)   |
| ----- | -------------- | --- | ---------- |
| 1     | Polen          | Małgorzata Hołub-Kowalik Iga Baumgart-Witan (Finale) Patrycja Wyciszkiewicz Justyna Święty-Ersetic (Finale) im Vorlauf außerdem: Natalia Kaczmarek Martyna Dąbrowska | 3:26,59000 |
| 2     | Frankreich     | Elea Mariama Diarra Déborah Sananes Agnès Raharolahy Floria Gueï (Finale) im Vorlauf außerdem: Estelle Perrossier                                                    | 3:27,17000 |
| 3     | Großbritannien | Zoey Clark Anyika Onuora (Finale) Amy Allcock (Finale) Eilidh Doyle (Finale) im Vorlauf außerdem: Finette Agyapong Mary Abichi Emily Diamond                         | 3:27,40000 |
| 4     | Belgien        | Cynthia Bolingo Mbongo Hanne Claes Justien Grillet Camille Laus | 3:27,69 NR |
| 5     | Italien        | Maria Benedicta Chigbolu Ayomide Folorunso Raphaela Lukudo Libania Grenot                                                                                            | 3:28,62000 |
| 6     | Deutschland    | Nadine Gonska Laura Müller (Finale) Karolina Pahlitzsch Hannah Mergenthaler im Vorlauf außerdem: Corinna Schwab                                                      | 3:30,33000 |
| 7     | Rumänien       | Andrea Miklós Cristina Bălan Sanda Belgyan Bianca Răzor | 3:32,15000 |
| 8     | Slowakei       | Emma Zapletalová Iveta Putalová Daniela Ledecká Alexandra Bezeková                                                                                                   | 3:32,22000 |

Finale: 11. August 2018, 21:50 Uhr
Weitere Staffel aus deutschsprachigen Ländern:
Im Vorlauf ausgeschieden:
 Schweiz – Lauf 1: Platz 5 in 3:32,86 min (Gesamtrang 10)

### 20 km Gehen
| Platz | Athletin                   | Land | Zeit (h)      |
| ----- | -------------------------- | ---- | ------------- |
| 1     | María Pérez García         | ESP  | 1:26:36 CR000 |
| 2     | Anežka Drahotová           | CZE  | 1:27:03000000 |
| 3     | Antonella Palmisano        | ITA  | 1:27:30000000 |
| 4     | Brigita Virbalytė-Dimšienė | LTU  | 1:27:59 NR000 |
| 5     | Živilė Vaiciukevičiūtė     | LTU  | 1:28:07 NU23R |
| 6     | Laura García-Caro          | ESP  | 1:28:15000000 |
| 7     | Inna Kaschyna              | UKR  | 1:29:16000000 |
| 8     | Ana Cabecinha              | POR  | 1:29:49000000 |

11. August 2018, 10:55 Uhr
Teilnehmerinnen aus deutschsprachigen Ländern:
Emilia Lehmeyer  GER – Platz 14 in 1:32:36 h
Saskia Feige  GER – Platz 16 in 1:32:57 h
Teresa Zurek  GER – Platz 20 in 1:35:58 h

### 50 km Gehen
| Platz | Athletin                 | Land | Zeit (h)   |
| ----- | ------------------------ | ---- | ---------- |
| 1     | Inês Henriques           | POR  | 4:09:21 CR |
| 2     | Alina Zwilij             | UKR  | 4:12:44 NR |
| 3     | Julia Takács             | ESP  | 4:15:22000 |
| 4     | Chrystyna Judkina        | UKR  | 4:20:46000 |
| 5     | Wassylyna Witowschtschyk | UKR  | 4:23:15000 |
| 6     | Mária Czaková            | SVK  | 4:24:59000 |
| 7     | Ainhoa Pinedo            | ESP  | 4:27:03000 |
| 8     | Mar Juárez               | ESP  | 4:28:58000 |

8. August 2018, August 2018 8:35 Uhr
Dieser Wettbewerb stand zum ersten und auch gleich letzten Mal in dieser Form auf dem Programm von Europameisterschaften. Die Distanz wurde – wie auch bei anderen großen internationalen Meisterschaften und Olympischen Spielen – von 50 auf 35 km verkürzt.
Keine Teilnehmerinnen aus deutschsprachigen Ländern

### Hochsprung
| Platz | Athletin                   | Land | Höhe (m) |
| ----- | -------------------------- | ---- | -------- |
| 1     | Marija Lassizkene          | ANA  | 2,00     |
| 2     | Mirela Demirewa            | BUL  | 2,00     |
| 3     | Marie-Laurence Jungfleisch | GER  | 1,96     |
| 4     | Airinė Palšytė             | LTU  | 1,96     |
| 5     | Kateryna Tabaschnyk        | UKR  | 1,94     |
| 6     | Michaela Hrubá             | CZE  | 1,91     |
| 7     | Morgan Lake                | GBR  | 1,91     |
| 8     | Alessia Trost              | ITA  | 1,91     |

Finale: 10. August 2018, 19:22 Uhr

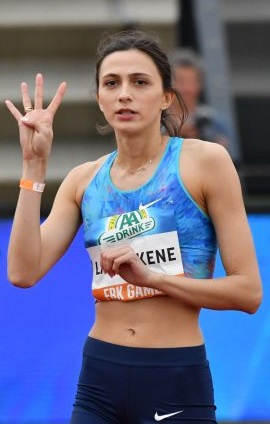
Europameisterin Marija Lassizkene

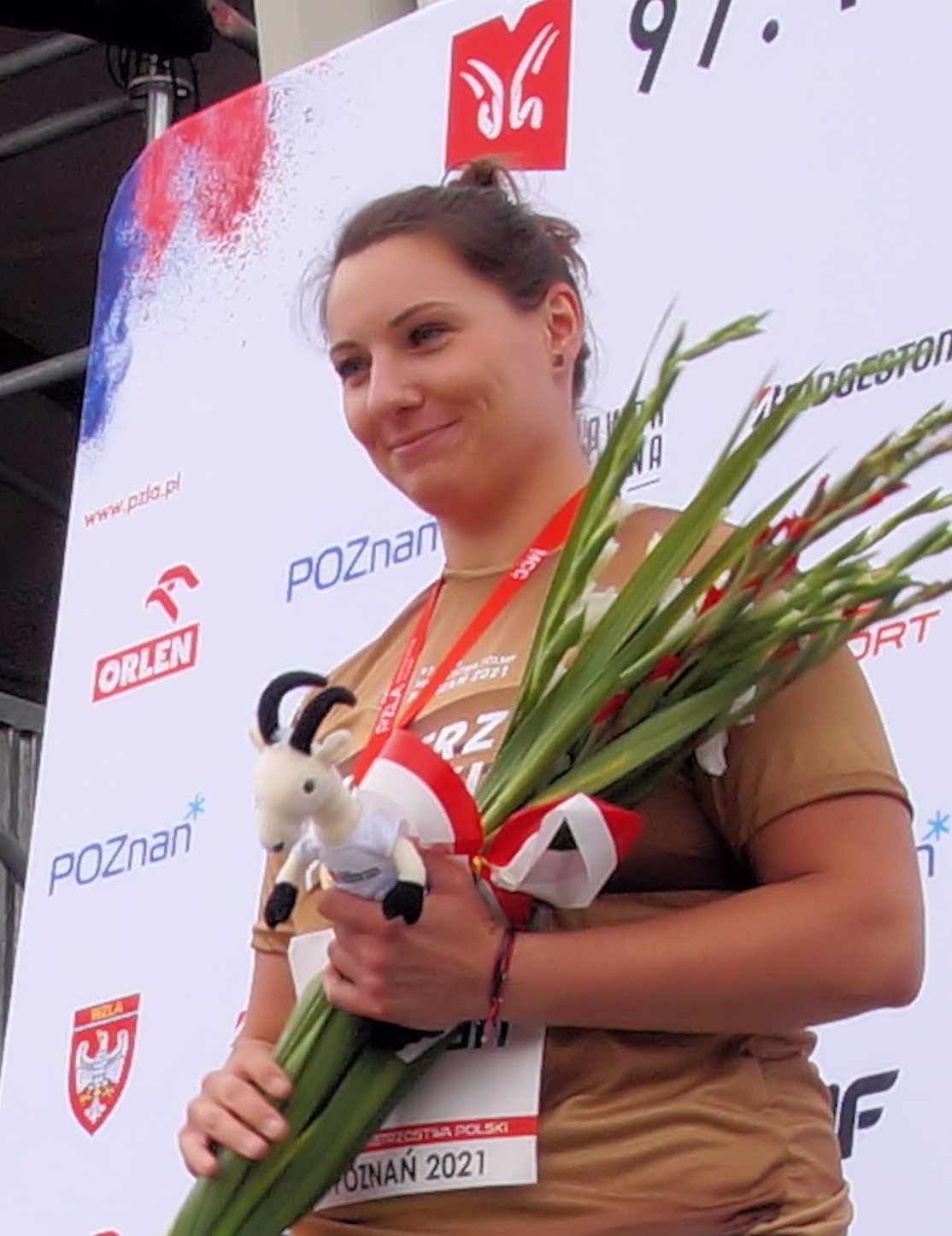
Überraschungseuropameisterin Paulina Guba

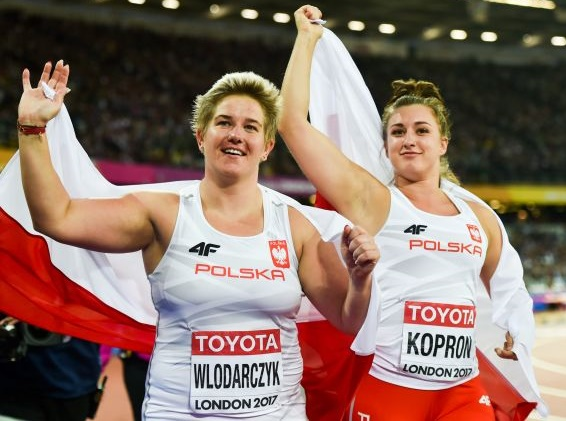
Europameisterin Anita Włodarczyk (links) und die viertplatzierte Malwina Kopron – hier nach ihrem Doppelerfolg bei den Weltmeisterschaften 2017

Weitere Teilnehmerin aus deutschsprachigen Ländern:
Imke Onnen  GER – Finale, Platz 14 mit 1,82 m

### Stabhochsprung
| Platz | Athletin               | Land | Höhe (m) |
| ----- | ---------------------- | ---- | -------- |
| 1     | Ekaterini Stefanidi    | GRE  | 4,85 CR  |
| 2     | Nikoleta Kyriakopoulou | GRE  | 4,80000  |
| 3     | Holly Bradshaw         | GBR  | 4,75000  |
| 4     | Anschelika Sidorowa    | ANA  | 4,70000  |
| 5     | Ninon Guillon-Romarin  | FRA  | 4,65000  |
| 6     | Angelica Bengtsson     | SWE  | 4,65000  |
| 7     | Iryna Schuk            | BLR  | 4,55000  |
| 8     | Maryna Kylypko         | UKR  | 4,45000  |

Finale: 8. August 2018, 19:20 Uhr
Teilnehmerinnen aus deutschsprachigen Ländern:
Carolin Hingst  GER – Finale, Platz 9 mit 4,30 m
In der Qualifikation ausgeschieden:
Jacqueline Otchere  GER – Gruppe A, Platz 7 mit 4,35 m (Gesamtrang 17)
Angelica Moser  SUI – Gruppe A, Platz 9 mit 4,20 m (Gesamtrang 20)
Stefanie Dauber  GER – Gruppe A, Platz 14 mit 4,00 m (Gesamtrang 27)

### Weitsprung
| Platz | Athletin                      | Land | Weite (m) |
| ----- | ----------------------------- | ---- | --------- |
| 1     | Malaika Mihambo               | GER  | 6,75      |
| 2     | Maryna Bech                   | UKR  | 6,73      |
| 3     | Shara Proctor                 | GBR  | 6,70      |
| 4     | Jazmin Sawyers                | GBR  | 6,67      |
| 5     | Nastassja Mirontschyk-Iwanowa | BLR  | 6,58      |
| 6     | Ksenija Balta                 | EST  | 6,49      |
| 7     | Khaddi Sagnia                 | SWE  | 6,47      |
| 8     | Evelise Veiga                 | POR  | 6,47      |

Finale: 11. August 2018, 20:05 Uhr
Weitere Teilnehmerinnen aus deutschsprachigen Ländern:
In der Qualifikation ausgeschieden:
Alexandra Wester  GER – Gruppe A, Platz 6 mit 6,55 m (Gesamtrang 15)
Sosthene Moguenara  GER – Gruppe B, Pl. 10 mit 6,54 m (Gesamtrang 17)

### Dreisprung
| Platz | Athletin                | Land | Weite (m) |
| ----- | ----------------------- | ---- | --------- |
| 1     | Paraskevi Papachristou  | GRE  | 14,60     |
| 2     | Kristin Gierisch        | GER  | 14,45     |
| 3     | Ana Peleteiro           | ESP  | 14,44     |
| 4     | Elena Panțuroiu         | ROU  | 14,38     |
| 5     | Hanna Knjasjewa-Minenko | ISR  | 14,37     |
| 6     | Gabriela Petrowa        | BUL  | 14,26     |
| 7     | Jeanine Assani-Issouf   | FRA  | 14,12     |
| 8     | Rouguy Diallo           | FRA  | 14,08     |

Finale: 9. August 2018, 20:07 Uhr
Weitere Teilnehmerinnen aus deutschsprachigen Ländern:
Neele Eckhardt  GER – Finale, Platz 10 mit 14,01 m
In der Qualifikation ausgeschieden:
Jessie Maduka  GER – Gruppe A, Platz 10 mit 13,94 m (Gesamtrang 15)

### Kugelstoßen
| Platz | Athletin             | Land | Weite (m)   |
| ----- | -------------------- | ---- | ----------- |
| 1     | Paulina Guba         | POL  | 19,33000000 |
| 2     | Christina Schwanitz  | GER  | 19,19000000 |
| 3     | Aljona Dubizkaja     | BLR  | 18,81000000 |
| 4     | Klaudia Kardasz      | POL  | 18,48 NU23R |
| 5     | Sara Gambetta        | GER  | 18,13000000 |
| 6     | Radoslawa Mawrodiewa | BUL  | 18,03000000 |
| 7     | Sophie McKinna       | GBR  | 17,69000000 |
| 8     | Wiktoryja Kolb       | BLR  | 17,50000000 |

Finale: 8. August 2018, 20:09 Uhr
Weitere Teilnehmerin aus deutschsprachigen Ländern:
Alina Kenzel  GER – Finale, Platz 9 mit 17,26 m

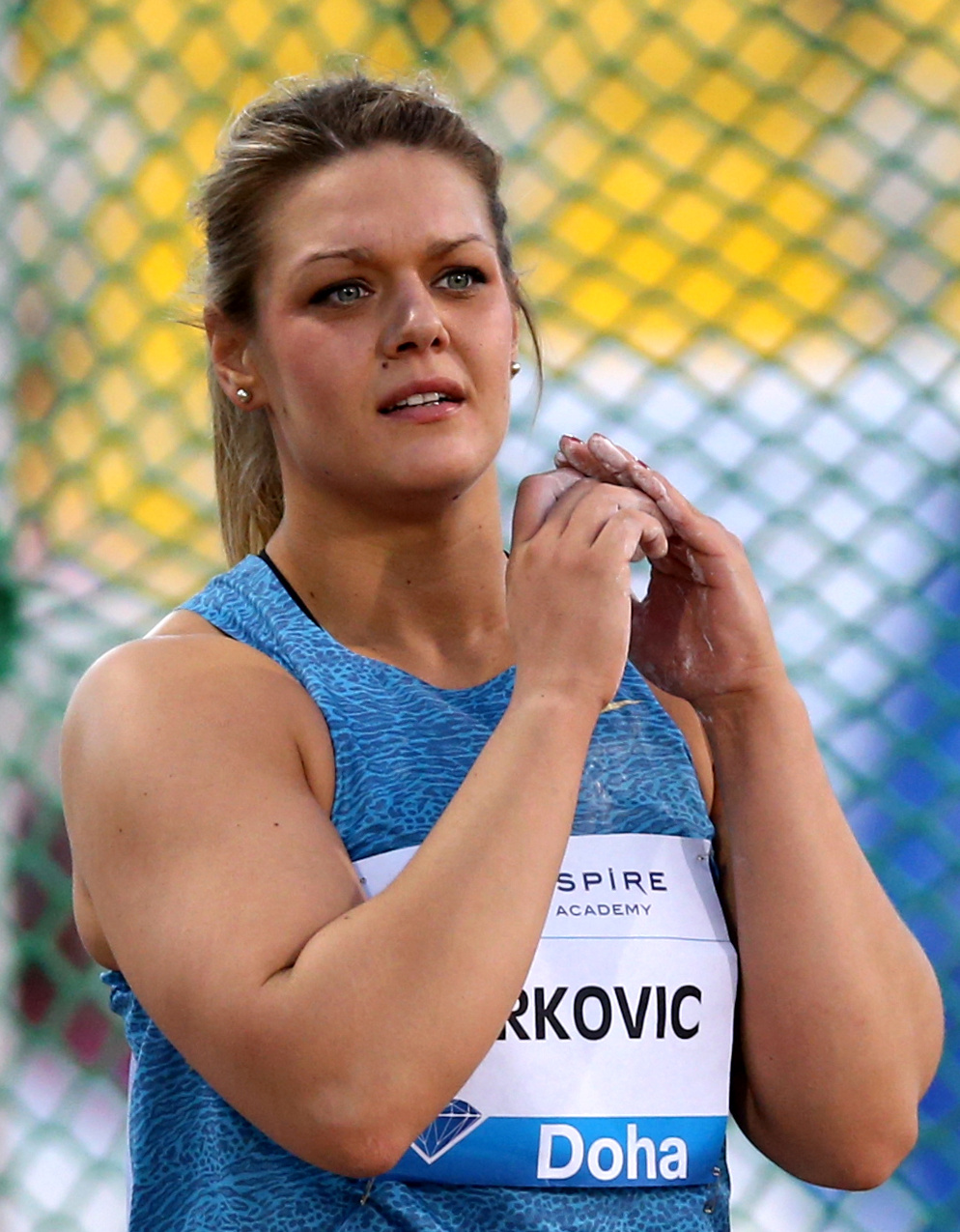
Sandra Perković gewann ihren fünften Titel als Europameisterin in Folge

### Diskuswurf
| Platz | Athletin            | Land | Weite (m) |
| ----- | ------------------- | ---- | --------- |
| 1     | Sandra Perković     | CRO  | 67,62     |
| 2     | Nadine Müller       | GER  | 63,00     |
| 3     | Shanice Craft       | GER  | 62,46     |
| 4     | Claudine Vita       | GER  | 61,25     |
| 5     | Daisy Osakue        | ITA  | 59,32     |
| 6     | Dragana Tomašević   | SRB  | 58,94     |
| 7     | Liliana Cá          | POR  | 58,91     |
| 8     | Alexandra Emilianov | MDA  | 58,10     |

Finale: 11. August 2018, 20:20 Uhr
Keine weiteren Teilnehmerinnen aus deutschsprachigen Ländern

### Hammerwurf
| Platz | Athletin            | Land | Weite (m) |
| ----- | ------------------- | ---- | --------- |
| 1     | Anita Włodarczyk    | POL  | 78,94 CR  |
| 2     | Alexandra Tavernier | FRA  | 74,78 NR  |
| 3     | Joanna Fiodorow     | POL  | 74,00000  |
| 4     | Malwina Kopron      | POL  | 72,20000  |
| 5     | Hanna Skydan        | AZE  | 72,10000  |
| 6     | Zalina Petrivskaia  | MDA  | 71,80000  |
| 7     | Kathrin Klaas       | GER  | 71,50000  |
| 8     | Sophie Hitchon      | GBR  | 70,52000  |

Finale: 12. August 2018, 19:30 Uhr
Weitere Teilnehmerin aus deutschsprachigen Ländern:
In der Qualifikation ausgeschieden:
Nicole Zihlmann  SUI – Gruppe B, Platz 14 mit 61,67 m (Gesamtrang 26)

### Speerwurf
| Platz | Athletin               | Land | Weite (m) |
| ----- | ---------------------- | ---- | --------- |
| 1     | Christin Hussong       | GER  | 67,90 CR  |
| 2     | Nikola Ogrodníková     | CZE  | 61,85000  |
| 3     | Liveta Jasiūnaitė      | LTU  | 61,59000  |
| 4     | Martina Ratej          | SLO  | 61,41000  |
| 5     | Tazzjana Chaladowitsch | BLR  | 60,92000  |
| 6     | Alexie Alaïs           | FRA  | 60,01000  |
| 7     | Irena Šedivá           | CZE  | 59,76000  |
| 8     | Sigrid Borge           | NOR  | 59,60000  |

Finale: 10. August 2018, 20:25 Uhr
Weitere Teilnehmerinnen aus deutschsprachigen Ländern:
In der Qualifikation ausgeschieden:
Katharina Molitor  GER – Gruppe B, Platz 7 mit 58,00 m (Gesamtrang 15)
Dana Bergrath  GER – Gruppe B, Platz 11 mit 53,61 m (Gesamtrang 20)

### Siebenkampf
| Platz | Athletin                  | Land | Punkte  |
| ----- | ------------------------- | ---- | ------- |
| 1     | Nafissatou Thiam          | BEL  | 6816 WL |
| 2     | Katarina Johnson-Thompson | GBR  | 6759000 |
| 3     | Carolin Schäfer           | GER  | 6602000 |
| 4     | Ivona Dadic               | AUT  | 6552 NR |
| 5     | Anouk Vetter              | NED  | 6414000 |
| 6     | Kateřina Cachová          | CZE  | 6400000 |
| 7     | Xénia Krizsán             | HUN  | 6367000 |
| 8     | Verena Preiner            | AUT  | 6337000 |

9./10. August 2018

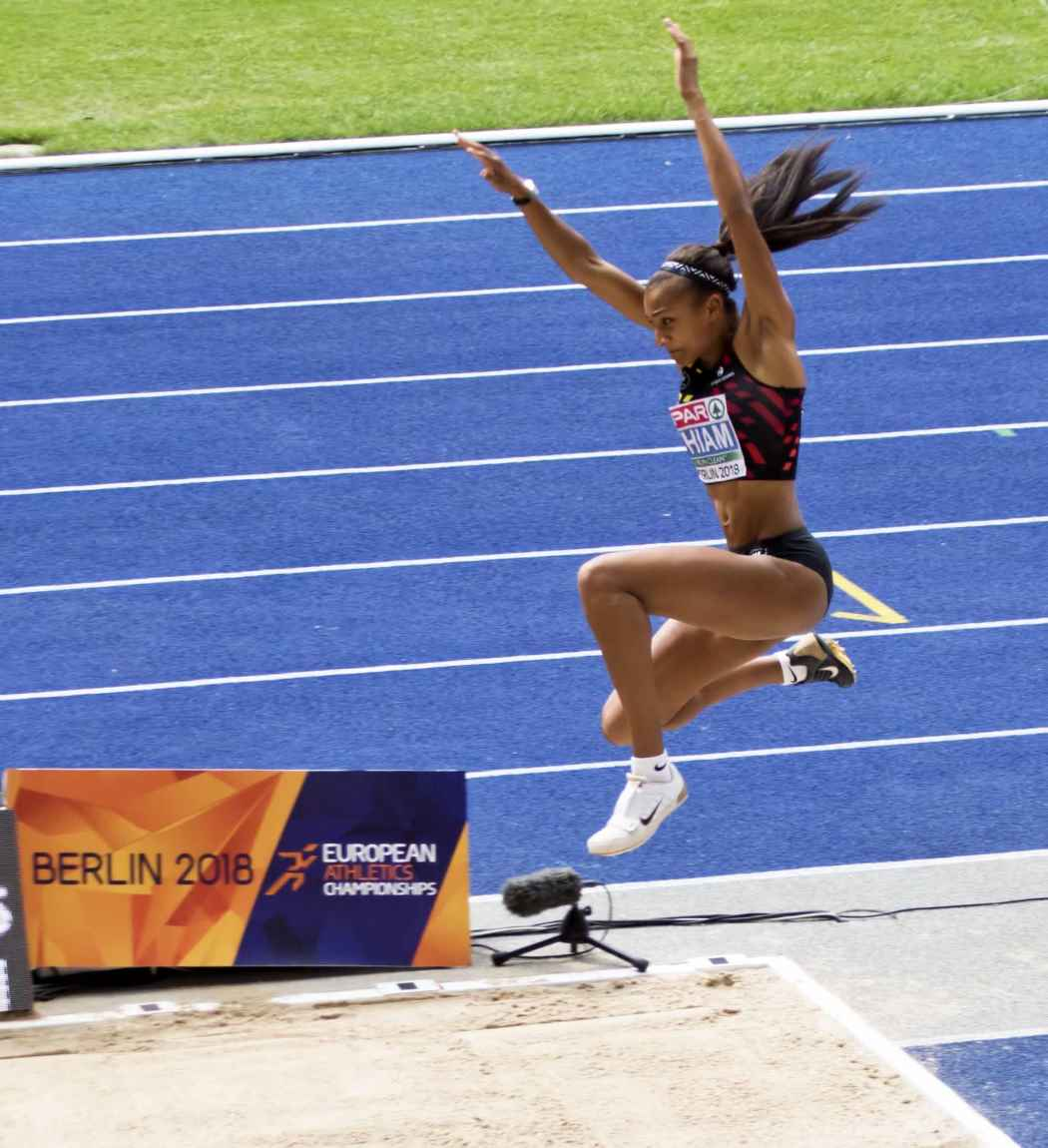
Nafissatou Thiam vervollständigte ihre Titelsammlung

Weitere Teilnehmerinnen aus deutschsprachigen Ländern:
Géraldine Ruckstuhl  SUI – Platz 9 mit 6260 Punkten
Sarah Lagger  AUT – Platz 13 mit 6058 Punkten
Annik Kälin  SUI – Platz 21 mit 5572 Punkten
Louisa Grauvogel  GER – DNF
Mareike Arndt  GER – DNF
Louisa Grauvogel und Mareike Arndt lagen nach der vorletzten Teildisziplin auf den Rängen sieben und zwölf, konnten aber wegen eines Verkehrsunfalls auf dem Weg ins Hotel nicht zum abschließenden 800-Meter-Lauf antreten.